# Liste des cantates d'Alessandro Scarlatti
Pour un article plus général, voir Liste des œuvres d'Alessandro Scarlatti.
Ceci est la liste des cantates de chambre d'Alessandro Scarlatti. Le tableau présente, outre les sources, la discographie et diverses ressources : introduction aux œuvres, partitions manuscrites ou modernes et liens vers les bases de diverses bibliothèques ; ainsi qu'une bibliographie contextuelle.

## Cantates de chambre de Scarlatti
Le terme de cantate de chambre est la traduction de cantata da camera, mais on trouve parfois également cantata à voce sola, car l'essentiel du corpus est destiné à une seule voix.
Le compositeur a écrit quelque 820 cantates de chambre (par opposition à la cantate d'église). Cette énorme production fait de lui un des principaux maîtres du genre. Pour la seule période de 1703 à 1708, il en compose 88 — plus que Haendel dans toute sa carrière — 30 en 1704, 25 en 1705 (dont 8 pour le mois d'octobre), 20 en 1706...
Le nombre impressionnant de cantates s'explique mieux lorsqu'on imagine que ces œuvres naissent, en partie, lors de la prohibition papale de l’opéra à Rome : en 1697, Innocent XII fait fermer le teatro Tordinona (de Christine de Suède) et interdit les représentations musicales au teatro Capranica en 1699. Soutenue par les mécènes romains, les cardinaux Ottoboni et Pamphilj, le prince Ruspoli, la demande de cantates de chambre se renouvelle et ces mécènes et destinataires sont souvent les auteurs présumés des poèmes, tel Pietro Ottoboni dissimulé sous son pseudonyme de l'Académie d'Arcadie, Crateo Ericinio.
En outre le nombre d'excellents chanteurs en Italie, notamment des castrats, est important (plus qu'ailleurs en Europe). Les cantates « jouent le même rôle que le madrigal pour Monteverdi : un laboratoire et un creuset d'inspiration » et elles « s'adressent au petit auditoire des connaisseurs ». À cette époque, la cantate est de loin la forme musicale préférée de la noblesse et de la bourgeoisie, où dans l'intimité s'expriment les sentiments et le thème privilégié de ces œuvres : l'amour.
Le compositeur à l'imagination fertile peut se réaliser pleinement et donner l’expression de tout son génie dans ces petites formes, où les enchaînements harmoniques les plus audacieux  foisonnent, allant de pair avec la caractérisation mélodique qui servira de modèle aux derniers compositeurs baroques.
Les cantates de Scarlatti ne sont que rarement datées. Lorsqu'elles le sont, il est possible de dégager trois périodes : 
- 1688–1703 : cantates de jeunesse
- 1703–1708 : cantates de la période romaine
- 1709–1725 : dernières cantates.

Lorsqu'elles ne sont pas datées, des éléments stylistiques, propres à chaque période, peuvent aider à les situer.

## Tableau
En 1963, Hanley (colonne « H ») en attribue avec certitude 553 sur 783, nombre complété plus tard par Giancarlo Rostirolla (colonne « R »). Certains items n'ont pas de numéro en raison de leur découverte ou attribution tardive.
Le titre est généralement celui de l’incipit du premier récitativo qui ouvre l'œuvre, mais pour environ 130 cantates, un titre plus caractéristique (Clori e Mirtillo), ou générique (Cantata notturna), est donné — ici entre parenthèses.
Généralement conçues pour une soprano (colonne « voix »), elles sont parfois transposées pour d'autres voix dans certains manuscrits et toujours accompagnées d'une basse continue. Il existe 72 numéros qui nécessitent plus d'instruments d'accompagnement : violon par deux, flûte à bec ou trompette, etc. ; 28 sont des duos (SAT ou B) et 9 sont pour voix de basse (plus 3 issues de transcriptions).
La colonne « sources », recense les manuscrits originaux ou les copies de l'œuvre. La proportion de manuscrits autographes est peu importante, puisque seules 61 cantates de la main de Scarlatti ont survécu. Une cinquantaine de bibliothèques du monde entier possèdent des manuscrits contenant des cantates de Scarlatti. L'une des plus fournies est le fonds Fortunato Santini à Münster, suivie de Paris et Naples. Certaines cantates ne sont connues que par un seul manuscrit (unicum), d'autres plus d'une dizaine, signe du succès et de la demande jusque tard dans le XVIIIe siècle, notamment à but pédagogique. Le flûtiste Quantz, qui le visite à Naples en 1724, n'emprunte pas moins de 4 000 citations musicales à l'œuvre de Scarlatti, dont une bonne partie issue des cantates de chambre.
Les enregistrements figurant dans le tableau par trois lettres, sont détaillés plus bas.

## Liste
| H   | R       | titre | voix                           | date              | sources | enregistrement                                    | notes, liens et références |
| --- | ------- | --- | ------------------------------ | ----------------- | --- | ------------------------------------------------- | --- |
|     |         | A battaglia, pensieri (« Au combat, pensées »)                                                                      | S, A                           | 1699              | A-Wgm |                                                   | Mention de Scarlatti pour l'air Speme gradita : « Air avec mandoline. En l’absence de celle-ci, tous les violons peuvent jouer à l’unisson. » |
|     |         | Abramo, il tuo sembiante                                                                                            | SSATB, chœur, hautbois, cordes | 24 décembre 1705  | | OPS                                               | cantate de Noël |
|     |         | A chi nacque infelice                                                                                               | A                              |                   | I-Bsp |                                                   | |
| 2   |         | A chi t'inganna bella tiranna                                                                                       | S, A                           |                   | F-Pn, I-Mc, I-Nc (cantate 263) |                                                   | |
|     |         | A piè d’un faggio ombroso                                                                                           | S                              |                   | GB-Lcm |                                                   | |
| 4   |         | A piè d'un verde colle                                                                                              | S                              |                   | B-Br, D-Münster, F-Pn, I-Nc, I-Vgc |                                                   | |
| 5   |         | A placar la mia bella                                                                                               | T                              |                   | B-Br |                                                   | |
| 6   |         | A privarmi del bel per cui sospiro                                                                                  | S                              |                   | D-Münster, GB-Lcm, I-Mc |                                                   | |
| 7   |         | A soffrire impara, o core                                                                                           | S                              |                   | D-Münster |                                                   | |
| 8   |         | A te, Lisa gentile                                                                                                  | A                              |                   | B-Bc, I-Rama |                                                   | |
| 9   |         | A voi che l'accendeste                                                                                              | S                              |                   | D-Dl (Mus. 1-I-2,2), D-Münster (3914/5), F-Pn (Vm. 7.7), I-Nc (Cantate 261), US-NHub (Osborn Music Ms.1) |                                                   | Texte de Francesco Maria Paglia, mis en musique par six autres musiciens. Rosalind Halton, Introduction, partitions |
| 10  |         | Abbandonar Fileno dovea                                                                                             | S, A                           |                   | D-Mbs, D-Münster, I-Rvat, US-NH |                                                   | |
| 11  | 392.2   | Abbandonato e solo (« Il Nerone »)                                                                                  | S, A                           |                   | B-Bc, D-Mbs, D-Münster, F-Pn, GB-Ob, I-Gl, I-Mc, I-NT |                                                   | |
| 12  |         | Ad altr'uso serbate                                                                                                 | S                              |                   | I-Nc |                                                   | |
| 13  |         | Agitato mio core | S                              |                   | D-Münster, I-PLc |                                                   | |
| 14  |         | Agitato sen cade (« La Sofonisba, La morte di Nerone »)                                                             | S                              |                   | D-Münster, I-MC, I-MOe |                                                   | |
| 15  |         | Ah ben lo vedi o core                                                                                               | S                              |                   | D-KNu, D-Münster, I-Nc |                                                   | |
| 16  |         | Ah che pur troppo è vero                                                                                            | S                              |                   | D-KNu, I-Mc |                                                   | |
|     |         | Ah crudele, che ti pose tanto foco                                                                                  | S                              |                   | GB-Ob |                                                   | |
| 17  |         | Ah fuggi, sì, mio core                                                                                              | S                              |                   | B-Br, D-Münster, F-Pn, I-Vgc |                                                   | |
| 18  |         | Ah Mitilde vezzosa                                                                                                  | S                              |                   | D-Münster, GB-Lcm, US-R |                                                   | |
| 19  | 378.1   | Ahi che sarà di me (« Floro e Tirsi »)                                                                              | S,S [Duo]                      | 2 septembre 1707  | D-B, D-Münster, GB-Cfm, I-MOe, I-Nc | EMO, DLD                                          | |
| 20  |         | Al fin diviene amante                                                                                               | S                              |                   | US-NHub, US-Wc |                                                   | |
| 21  | 394.14  | Al fin m'ucciderete                                                                                                 | S, A                           | 20 juillet 1705   | CH-E, D-B, D-Dl, D-Hs, D-Mbs, D-MÜs, F-Pn (D-11840 fos 72-79v) GB-Lam, GB-Lbl (Add. 31.508), I-Baf, I-Fc, I-Mc, I-MOe, I-Nc, I-Vgc, US-AAu, US-NHub, US-Wc | LRA                                               | La date figure sur US-NHub, mais Strohm 134, avance l'hypothèse qu'elle est antérieure à 1705. |
| 22  |         | Al fine, o Clori amata                                                                                              | S                              |                   | B-Bc, D-Münster (Hs 3909/8), F-Pn, I-PLc |                                                   | |
| 23  |         | Al mare, al bosco, al rio                                                                                           | S, A                           |                   | D-MEIr, D-Münster, US-NHub, US-R, US-Wc |                                                   | |
| 24  |         | Al mormorio d'un vago ruscelletto                                                                                   | S                              | 1712              | D-Mbs, I-Nc |                                                   | |
| 25  |         | Al mormorio dell’onda                                                                                               | S                              |                   | D-Münster, GB-Cfm |                                                   | |
| 26  | 22      | Al pensiero, miei sguardi                                                                                           | S                              | juillet 1706      | D-Münster (Hs 3904), I-LEpastore |                                                   | |
| 27  |         | Al seren di sì bel giorno                                                                                           | S                              |                   | US-NHub, US-Wc |                                                   | |
| 28  | 395.24  | Al voler del bene amato (« Devesi amare per servire »)                                                              | S                              |                   | F-Pn (IFN-10507171), F-Sim, GB-Lbl, I-PLc, US-NH |                                                   | |
| 29  |         | Alba che neghittosa                                                                                                 | S                              |                   | D-Münster, GB-Lbl |                                                   | |
| 30  |         | Alle Troiane antenne (Didone abbandonata)                                                                           | S                              | 18 septembre 1705 | D-Münster, I-BGi, US-NHub (Osborn Music, Ms. 2/34), US-Wc |                                                   | |
| 31  | 394.16  | Allor ch'il Dio di Delo (La Gelosia)                                                                                | S                              | 26 février 1705   | GB-Lbl, D-Münster, US-NHub (Osborn Music, Ms. 2/23) |                                                   | |
|     |         | Allor ch’il fier leone                                                                                              | S                              |                   | F-Pn |                                                   | |
|     |         | Allor che stanco il sole                                                                                            | S, 2 violons                   |                   | D-Bsa, F-Pn |                                                   | |
| 34  | 382.2   | Alma, tu che dal cielo                                                                                              | S, 2 violons                   |                   | GB-Lbl |                                                   | |
| 35  | 395.19  | Alme voi che provaste                                                                                               | S                              |                   | D-MEIr, D-Münster, F-Pn, GB-Lbl, GB-Lcm, I-Nc |                                                   | BNF 17016978 |
| 36  |         | Amai, dolce mia vita                                                                                                | A                              |                   | A-Wn, D-Münster (Hs 3909/12) |                                                   | |
| 37  |         | Amanti, anch’io son preso                                                                                           | S, violon                      |                   | D-Münster |                                                   | |
| 38  | 377.2   | Amica, hora che Aprile (« Filli e Clori »)                                                                          | S, S, 2 violons                |                   | A-Wgm, D-Münster, GB-Lbl, GB-Ob, US-Wc | DLD                                               | |
| 39  |         | Amici s’è vinto (« Amor perduto e ritornato »)                                                                      | S                              |                   | GB-Lbl |                                                   | |
| 40  |         | Ammore, brutto figlio de pottana                                                                                    | T                              |                   | D-Münster | TAN, Glossa                                       | En napolitain. |
| 41  |         | Amo e godo d'amare                                                                                                  | S                              |                   | I-Vnm |                                                   | |
| 42  |         | Amo, e negar nol posso                                                                                              | S                              |                   | D-Münster |                                                   | |
| 43  | 396.30  | Amo, ma l’idol mio                                                                                                  | S, A                           | 9 juin 1702       | D-Münster (3987/11), GB-Lbl |                                                   | Ms. autographe (D-Münster 3987) (RISM 451023003) |
| 44  |         | Amo, peno e languisco                                                                                               | S                              |                   | F-Pn, I-Rvat |                                                   | |
| 45  | 396.31  | Amo, peno, gioisco (« Amante timido di spiegarsi alla sua dama »)                                                   | S                              |                   | A-Wn, D-Münster (Hs 861/1), D-SWl, I-Nc, I-PLc |                                                   | |
| 46  |         | Amor che fia di noi (« Cantata grave »)                                                                             | S                              |                   | F-Pn |                                                   | |
| 47  |         | Amor con l’idol mio                                                                                                 | S                              |                   | D-Münster, F-Pn |                                                   | |
| 48  |         | Amor, fabro ingegnoso di catene                                                                                     | S                              |                   | D-B, D-Dl |                                                   | |
| 49  | 37      | Amor, Mitilde è morta (« La morte di Mitilde »)                                                                     | S                              |                   | D-Hs, D-Münster, F-Pn (RES VMC MS-67), GB-Lbl, I-Nc, I-Vgc, US-R |                                                   | |
| 50  |         | Amor, o crudo amor, sempre in tormenti                                                                              | S                              |                   | D-Münster |                                                   | |
| 51  | 397.39  | Amor, tu che si bella fiamma accendesti                                                                             | S                              |                   | F-Pn (D-11858 fo 49-58r), GB-Lam, I-Rama |                                                   | |
| 52  | 397.35  | Amore, o mi togli le fiamme                                                                                         | S                              |                   | B-Bc, GB-Lbl |                                                   | |
| 53  |         | Andate, o miei sospiri al cor d'Irene                                                                               | S                              |                   | F-Pn (RES VMC Ms-75), GB-Lam, GB-Lcm, I-Nc, I-Mc (L.22.22.1) | Tactus                                            | Fiche sur cantataitaliana.it |
| 54  | 398.41  | Andate, o miei sospiri                                                                                              | S                              |                   | F-Pn (RES VMC Ms-75), GB-Lam, GB-Lcm, I-Nc, I-Mc (L.22.22.2) |                                                   | Fiche sur cantataitaliana.it |
| 55  | 398.44  | Api industri che volate (« Paragone amoroso »)                                                                      | S                              |                   | D-B (Mus.Ms.30188), D-SWl (Mus.4828), F-Pn, I-CBp (Ms. Musicali 2 fos 77r-80), I-Mc (Noseda L.22.23) |                                                   | |
| 56  |         | Appena chiudo gl’occhi (« Il sogno »)                                                                               | S, violon                      |                   | F-Pn, I-Baf, I-Nc | Pan Classics                                      | |
| 57  | 382.5   | Appena giunse, al forte campo (« Oloferne »)                                                                        | B                              |                   | GB-Lbl (Add. 14166 fos 89r-92v) |                                                   | |
| 58  |         | Ardea per Coridone Clori                                                                                            | S                              |                   | GB-Lcm, US-NH |                                                   | |
| 59  |         | Arder per due pupille (« Bella dama contenta »)                                                                     | S                              |                   | D-Mbs, D-Münster, F-Pn (RES VMC MS-68/fo 88 / D-11844), I-Mc |                                                   | |
| 60  | 399.50  | Ardo d'amore e impatiente                                                                                           | S                              |                   | D-SWl (Mus.4828), B-Bc (673), GB-Lam (Ms.93), GB-Lbl (add. 14163), GB-Mp (Ms. Q544Bk51), I-CBp (Ms. Musicali 2 fos 43r-49v), I-Mc (Noseda L.22.12), I-Rama (Mario a.Ms.3711), US-NHub (Osborn Music Ms.22)                                                                                      |                                                   | |
| 61  |         | Ardo e del nobil foco                                                                                               | S                              |                   | US-Wc |                                                   | |
| 62  |         | Ardo, è ver, per te d'amore (« Bella, s'io t'amo »)                                                                 | S, flûte                       |                   | I-Nc, I-Vlevi | CHF, REO, BRR                                     | Le premier titre est celui de l'aria, et le second celui du récitatif, trouvé plus tardivement. |
| 63  | 52      | Ardo tacito amante                                                                                                  | S, A                           | 30 août 1706      | D-Münster (Hs 3898/8 et Hs 3912/6), F-Pn (F.G. 10510), I-LEpastore, US-Bp (Music 360.10), US-R (M/1620/S286c) |                                                   | Les deux manuscrits américains sont en mi mineur pour contralto |
| 64  |         | Arse felice un tempo                                                                                                | S                              |                   | D-SHs, GB-Lbl |                                                   | |
| 65  |         | Assiso in verde prato                                                                                               | S                              |                   | D-Münster |                                                   | |
| 66  |         | Augelletti semplicetti che girate (« La rete d’amore »)                                                             | S                              |                   | A-Wn, F-Pn (D-11844), D-Mbs, D-Münster, I-BGi, I-Mc, US-R |                                                   | |
| 67  |         | Augellin, sospendi i vanni                                                                                          | S                              |                   | B-Bc, D-B, D-Münster, D-MGw, F-Pn |                                                   | Ms. autographe (D-MGw) |
|     |         | Augellin, sospendi i vanni                                                                                          | S, 2 violons                   |                   | D-B* |                                                   | |
| 68  |         | Augellin, vago e canoro                                                                                             | S, 2 flûtes                    |                   | D-Münster | STV                                               | |
| 69  |         | Augellino prigioniero, ferma oh Dio                                                                                 | S                              |                   | A-Wn, D-Münster, I-Gl |                                                   | |
| 70  |         | Aure io son di voi geloso                                                                                           | S, A                           |                   | B-Bc, I-BGi, I-PLc, I-Rama, S-Klm |                                                   | |
|     |         | Balze alpestri e romite (« Amante che gode la beatitudine alpestre »)                                               | S                              |                   | D-Hs (M.a.833), GB-Lbl (add. 31412 ; frammento), GB-Och (Mus. 993 ; anon.), I-CBp (Ms. Musicali 2 fos 63r-68), I-Gl (a.7.16) |                                                   | |
| 71  |         | Barbara ingrata Fille                                                                                               | S, A                           |                   | D-HVs, D-Münster, I-BGi, I-PLc, US-Wc |                                                   | |
| 72  |         | Bei prati, freschi rivi (« Il disperato »)                                                                          | S                              |                   | D-Mbs, D-Münster (3915/3), F-Pn (D-11844), GB-Lcm, I-Baf, I-BGi, I-Nc, US-AAu, US-Wc |                                                   | |
| 73  |         | Bei prati, verdi colli (« Mitilde dove sei ? »)                                                                     | S                              | 5 novembre 1704   | D-Münster, I-Vgc, US-NHub (Osborn Music, Ms. 2/10) |                                                   | |
| 74  |         | Bel Dorino quella fè                                                                                                | S, B, 2 violon                 |                   | D-SWl |                                                   | |
| 75  | 402.66  | Bella, dunque n'andrai                                                                                              | S                              |                   | GB-Lbl |                                                   | |
|     |         | Bella madre dei fiori                                                                                               | S, 2 violons                   |                   | I-Fc (Ms f. 1 33) | CON, HMK                                          | |
|     |         | Bella onda che mormori                                                                                              | S, 2 violons                   |                   | |                                                   | perdue |
| 76  |         | Bella, per te d’amore                                                                                               | S [, A]                        |                   | CH-E, F-Pn (RES VMC MS-67), I-BGi, I-Nc, I-PLc, US-Wc |                                                   | |
| 77  |         | Bella quanto crudel spietata Irene                                                                                  | S                              |                   | D-Münster (859/11), GB-Lcm |                                                   | |
| 78  |         | Bella rosa adorata (« La rosa »)                                                                                    | S                              |                   | D-Münster |                                                   | |
|     |         | Bella se quella face                                                                                                | S                              |                   | F-Pn |                                                   | |
|     |         | Belle faci del cielo                                                                                                | S, trompette, 2 violon         |                   | F-Pn (RES VMC MS-147) |                                                   | |
| 80  |         | Belle pupille care                                                                                                  | S                              |                   | D-Münster, GB-Mp |                                                   | |
| 81  |         | Ben folle è chi non parte                                                                                           | S                              |                   | B-Br, I-MOe |                                                   | |
| 82  | 383.12  | Ben mio, quel verme alato                                                                                           | S, 2 violons                   |                   | GB-Lbl |                                                   | |
| 83  | 402.72  | Benchè o sirena bella                                                                                               | S                              |                   | D-Münster, F-Pn, GB-Lbl, I-Baf, I-Nc, US-AAu |                                                   | BNF 17016982 |
| 84  |         | Benché porti nel volto                                                                                              | S                              |                   | B-Br, D-Hs, I-Rgiazotto, I-Vgc |                                                   | |
| 85  |         | Benché vezzosa Irene                                                                                                | S                              |                   | F-Pn (RES VMC MS-67), I-Nc? |                                                   | |
| 86  |         | Biondi crini ch'in fronte                                                                                           | S                              |                   | D-Münster |                                                   | |
|     |         | Boschi amati che cingete                                                                                            | S                              |                   | F-Pn |                                                   | |
| 88  |         | Cara sempre agl’occhi miei                                                                                          | S, A                           |                   | B-Br, GB-Lbl |                                                   | |
|     |         | Care pupille belle                                                                                                  | S                              |                   | |                                                   | |
|     |         | Care selve, a voi ritorno                                                                                           | S                              |                   | GB-Lcm, GB-Lgc? |                                                   | |
| 91  |         | Care selve gradite                                                                                                  | S                              |                   | D-B, GB-Lbl, I-Nc |                                                   | |
|     |         | Caro amor, quant’è gradita                                                                                          | S                              |                   | I-Gl |                                                   | |
| 93  |         | Caro Fileno mio, quanto mi spiace                                                                                   | S                              |                   | D-Münster |                                                   | |
| 94  |         | Caro laccio, dolce nodo                                                                                             | S, A                           |                   | D-B, I-Nc |                                                   | |
| 95  |         | Celinda è la mia vita                                                                                               | S                              |                   | US-R |                                                   | |
| 96  |         | Cerca nel cor di Mille                                                                                              | S, A                           | 10 août 1706      | B-Bc, I-Baf* |                                                   | |
|     |         | Cerco, nè so trovar beltà fedel                                                                                     | S                              |                   | I-PLc |                                                   | |
|     |         | Ch’io da te mi divida                                                                                               | A                              |                   | I-Fc, I-PLc? |                                                   | |
|     |         | Ch’io scopri il mio affetto                                                                                         | S                              |                   | I-Nc |                                                   | |
| 100 |         | Ch’io ti manchi di fede (« Bella donna costante »)                                                                  | S                              |                   | A-Wn, B-Bc, D-SHs, I-Fc, I-MC, I-Nc, I-REm, S-Skma, S-Uu |                                                   | |
| 101 | 404.88  | Che fai, mio cor | A                              |                   | GB-Lbl, I-Nc, I-Rama |                                                   | |
|     |         | Che le dolcezze estreme                                                                                             | S                              |                   | GB-Lcm? |                                                   | |
|     |         | Che mai sarà di me?                                                                                                 | S                              |                   | D-Mbs |                                                   | |
| 104 |         | Che più farai, arciero Amor ? (« Clori e Dorino »)                                                                  | S, B                           |                   | D-SWl |                                                   | |
|     |         | Che più tardi, o ninfa bella ?                                                                                      | S                              |                   | F-Pn |                                                   | |
| 106 |         | Che pretendi, o tiranna ?                                                                                           | S                              |                   | D-Münster |                                                   | |
| 107 |         | Che rispetti, che, mondo ?                                                                                          | S                              |                   | F-Pn (D-10986) |                                                   | BNF 17014153, BNF 44475967 |
| 108 |         | Che Sisifo infelice                                                                                                 | S                              | 25 juillet 1700   | D-Münster (3977), I-Nc |                                                   | |
|     |         | Chi batte al mio core ?                                                                                             | S                              |                   | F-Pn |                                                   | |
| 110 |         | Chi m’insegna ov’è quel bene?                                                                                       | S                              |                   | A-Wn, D-Münster |                                                   | |
|     |         | Chi m'insegna un tetto ?                                                                                            | S                              |                   | I-Fc |                                                   | |
| 112 |         | Chi mi toglie a riposi ?                                                                                            | S                              |                   | D-Münster |                                                   | |
| 113 |         | Chi vedesse la ferita                                                                                               | S                              |                   | D-Münster, F-Pn (VM7-60) |                                                   | |
| 114 |         | Chi vidde mai o chi provo ?                                                                                         | S                              |                   | D-Münster |                                                   | |
| 115 |         | Chiudea presso d'un fonte                                                                                           | S                              |                   | I-Nc, I-Rsc, US-Bc |                                                   | |
| 116 |         | Chiudetevi per sempre                                                                                               | S                              |                   | D-B, I-Gl, I-Nc |                                                   | |
| 117 |         | Chiusa, tra fosche bende                                                                                            | S                              |                   | B-Bc, F-Pn (IFN-10507171), F-Sim, GB-Lbl |                                                   | |
| 118 |         | Cinta dei più bei fiori                                                                                             | S                              |                   | I-Nc |                                                   | |
| 119 |         | Cinta di rai splendea                                                                                               | S                              |                   | D-Münster |                                                   | |
|     |         | Cleopatra la bella, la Venere d’Egitto (« Lamento di Cleopatra »)                                                   | S                              |                   | F-Pn |                                                   | |
| 121 |         | Cleopatra, mia reina (« Marc’Antonio e Cleopatra »)                                                                 | S, A (duo)                     |                   | D-Münster (Hs 3901/5) | SYL, VIR                                          | |
| 122 |         | Clori, adorata Clori, o quante pene                                                                                 | S                              |                   | D-Münster |                                                   | |
| 123 |         | Clori, allor ch’io ti vidi                                                                                          | S                              | 17 avril 1702     | D-Münster (3987/9), US-NYp |                                                   | Ms. autographe (D-Münster 3987), (RISM 451023001) |
| 124 |         | Clori bell'idol mio, Clori mia vita                                                                                 | S                              |                   | A-Wn, D-Münster, F-Pn |                                                   | |
| 125 |         | Clori bell'idol mio                                                                                                 | S                              | 1er juillet 1705  | US-NHub (Osborn Music, Ms. 2/29) |                                                   | |
| 126 |         | Clori, io tacqui a bastanza                                                                                         | S                              |                   | D-Münster, I-Rvat, US-NYp |                                                   | |
| 127 |         | Clori, mi sento al seno                                                                                             | S                              |                   | D-Münster |                                                   | |
| 128 |         | Clori, mia cara Clori, moro                                                                                         | S                              |                   | GB-Lbl |                                                   | |
| 129 |         | Clori mia, Clori bella                                                                                              | S, flûte                       | 16 juin 1699      | D-B (Mus.ms. 30188/18), D-Münster (Hs 3903/18 et Hs 3975/4) | TAN, NUE, LIG, STV                                | |
| 130 | 378.4   | Clori mia | S, B                           |                   | D-SWl, US-NHub |                                                   | |
| 131 |         | Clori mia, se t’amo (« Risoluzione di Tirsi »)                                                                      | S                              |                   | F-Pn (IFN-10507171), F-Sim |                                                   | |
| 132 |         | Clori spietata, mio crudel tesoro                                                                                   | S                              |                   | D-KNu, I-Mc |                                                   | |
| 133 |         | Clori superba, e come mai                                                                                           | S                              |                   | D-KNu, D-Münster, F-Pn (RES VMC Ms-75), GB-Lcm, I-Nc |                                                   | Autographe : lire en ligne sur Gallica |
| 134 | 409.121 | Clori vezzosa e bella                                                                                               | A                              |                   | F-Pn (RES VMC MS-67), GB-Lbl (Add. Ms. 14212), GB-Lcm, I-Fc, I-Nc (Cantate 264/2), US-R | COA, AVI                                          | |
| 135 |         | Clorinda è bella (« Mitilde è bella »)                                                                              | S                              |                   | I-Nc, US-AAu |                                                   | |
| 136 |         | Colui che fisso mira                                                                                                | S, A                           |                   | D-Münster, GB-Lbl |                                                   | |
| 137 | 409.123 | Come il foco alla sua sfera                                                                                         | S                              |                   | D-SWl, US-Wc |                                                   | |
| 138 |         | Come potesti mai | S                              |                   | GB-Och |                                                   | |
| 139 |         | Come può non esser bella                                                                                            | S                              | 15 février 1702   | D-Münster (3987/1), AUT |                                                   | Ms. autographe (D-Münster 3987), (RISM 451022993) |
| 140 | 409.126 | Come volubil gira la ruota                                                                                          | S                              |                   | F-Pn, GB-Lbl |                                                   | |
| 141 |         | Con la speme di godere                                                                                              | S                              |                   | US-Wc |                                                   | |
| 142 |         | Con non inteso affanno                                                                                              | S                              |                   | D-Münster (Hs 3909/5) |                                                   | |
|     |         | Contentati mio core                                                                                                 | A                              |                   | |                                                   | |
| 143 |         | Con trasparente velo                                                                                                | S                              | 13 décembre 1702  | A-Wn, D-B AUT, D-Münster, GB-Lbl |                                                   | Ms. autographe (D-Bds) |
| 144 |         | Cor di Bruto, e che risolvi ?                                                                                       | B                              |                   | F-Pn (Ms. 23647-4 fos 65r-72r ; D-11858 fo 65-70r)) |                                                   | |
| 145 |         | Coronate il bel crine                                                                                               | S                              |                   | F-Pn, I-Rsc, US-Bc |                                                   | |
| 146 | 383.14  | Correa nel seno amato                                                                                               | S, 2 violons                   |                   | D-Hs, GB-Lbl, I-Fc, I-Nc, I-PLc | HYD, HMK                                          | |
|     |         | Cruda Filli spietata                                                                                                | S                              |                   | GB-Lcm |                                                   | |
| 148 |         | Crudel, mira quest’occhi                                                                                            | S                              |                   | D-Münster (Hs 3909/22) |                                                   | |
|     |         | Crudel, perchè privarmi ?                                                                                           | S, S                           |                   | I-Fc |                                                   | |
| 150 |         | Crudelissimo Amore                                                                                                  | A                              |                   | I-Nc |                                                   | |
| 151 |         | Crudo Amor, che vuoi da me?                                                                                         | S                              |                   | I-Bc, I-Nc |                                                   | |
|     |         | Crudo Amor, empie stelle, iniqua sorte                                                                              | S                              |                   | US-R |                                                   | |
|     |         | Crudo Amor, empie stelle, Irene ingrata                                                                             | S                              |                   | I-Vnm? |                                                   | |
|     |         | Crudo Amor, saper vorrei                                                                                            | S                              |                   | D-B |                                                   | |
|     |         | D'un platano frondoso                                                                                               | S                              |                   | D-Mbs |                                                   | |
| 155 |         | Da che Tirsi mirai                                                                                                  | S                              |                   | GB-Lbl, I-PLc, US-NHub |                                                   | |
| 157 |         | Da qual parte celeste                                                                                               | S                              | 20 octobre 1702   | D-Münster (3987/10) |                                                   | Ms. autographe (D-Münster 3987), (RISM 451023002) |
| 158 | 413.158 | Da quel dì che Mitilde                                                                                              | S                              |                   | D-Hs, GB-Lam, US-R |                                                   | |
| 159 |         | Da quell'ora fatale                                                                                                 | S                              |                   | GB-Lcm, I-Nc |                                                   | |
|     |         | Da quell’ora fatale                                                                                                 | S                              |                   | I-Gl |                                                   | |
| 161 |         | Da sventura a sventura                                                                                              | S                              | 1690 ?            | A-Wn, F-Pn, GB-Lbl, GB-Cfm, I-Bc, I-Nc |                                                   | BNF 17158069, RISM A/II no 850009038. C'est la seule cantate connue avec réalisation de la basse continue par Scarlatti lui-même. |
|     |         | Da turbini di pene                                                                                                  | S                              |                   | GB-Lcm |                                                   | |
| 163 |         | Da voi parto, amati rai                                                                                             | B                              |                   | D-B |                                                   | |
| 164 |         | Dagli strali d’amore                                                                                                | S                              | 3 septembre 1701  | B-Br, D-Münster (3987/7), AUT, F-Pn |                                                   | Ms. autographe (D-Münster 3987), (RISM 451022999) |
| 165 | 411.143 | Dal bel volto d'Irene                                                                                               | S                              | 4 janvier 1705    | GB-Lbl, I-Gl, I-Nc, I-Mc, US-NHub (Osborn Music, Ms. 2/16), US-Wc |                                                   | |
| 166 | 412.144 | Dal colle al pian discesa                                                                                           | S                              |                   | B-Br, D-Mbs, D-MEIr, GB-Lcm, I-Vgc |                                                   | |
| 167 |         | Dal crudele Daliso                                                                                                  | A                              |                   | F-Pn, I-Vnm |                                                   | |
| 168 |         | Dal dì ch’Amor m’accese                                                                                             | S                              |                   | I-Baf, I-Nc |                                                   | |
| 169 |         | Dal dì che l'empio fato                                                                                             | S                              |                   | F-Pn (RES VMC MS-67), GB-Lcm, I-Vgc |                                                   | |
|     |         | Dal grato mormorio                                                                                                  | S                              |                   | GB-Lbl |                                                   | |
|     |         | Dalisa, e come mai                                                                                                  | A                              |                   | |                                                   | |
|     |         | Dalla fida compagna abbandonata                                                                                     | S                              |                   | F-Pn, I-PLc |                                                   | |
| 173 |         | Dall'oscura magion dell'arsa Dite (« L'Orfeo »)                                                                     | S, 2 violons                   | vers 1702         | D-Münster (Hs.3931), F-Pn (D.11857 fos 163–182v), F.G. 10510 | CPO, SIS                                          | (en) Rosalind Halton, Introduction et partition (2012) |
| 175 |         | Dalla nativa sfera scese                                                                                            | S                              | 5 octobre 1704    | US-NHub (Osborn Music, Ms. 2/1) |                                                   | Ms. autographe (US-NHub, Osborn Music, Ms. 2) |
| 176 |         | Dalla speme deluso                                                                                                  | S                              |                   | D-Münster, I-MOe, US-NH |                                                   | |
|     |         | Dalle pene amorose                                                                                                  | S                              |                   | I-Bc |                                                   | |
| 178 |         | Dalle tirrene sponde                                                                                                | S                              |                   | D-KNu, I-Mc, I-MOe, I-Vgc |                                                   | |
|     |         | Dammi, amore, un altro cor                                                                                          | S                              |                   | GB-Ob |                                                   | |
| 180 | 414.164 | Deh, per mercè l’ignudo Dio                                                                                         | S                              |                   | D-Münster, GB-Lbl, GB-Lcm |                                                   | |
| 181 |         | Deh torna amico sonno                                                                                               | S                              | 27 septembre 1716 | F-Pn (RES VMC MS-67), I-Baf, I-Nc |                                                   | |
| 182 |         | Del faretrato nume amor tiranno                                                                                     | S                              |                   | B-Br, F-Pn, I-Mc, I-Nc, I-Vgc |                                                   | BNF 17016983 |
| 183 |         | Del lagrimoso lido (« Euridice dall'Inferno »)                                                                      | S                              | 17 juin 1699      | CH-E(Ms.2582), GB-Lbl (Add. 31487 fos 62r-77r), D-Münster (Hs 3909/18), D-SWl (Mus.4827) | NAX                                               | |
| 184 |         | Del mio seno la costanza                                                                                            | S, A                           |                   | GB-Lbl, I-Nc |                                                   | |
| 185 |         | Del Tebro in su le sponde                                                                                           | S                              |                   | F-Pn, I-Gl, I-Mc, I-Nc |                                                   | |
| 186 | 415.172 | Del Tirreno a le sponde (« Cantata di lontananza »)                                                                 | S                              |                   | A-Wn, F-Pn (D-11858 fo 93-96), GB-Lbl, D-Münster, E-Mn, I-Rama, I-Rvat |                                                   | |
| 187 |         | Del Tirreno sul lido                                                                                                | A                              |                   | B-Bc, D-Münster (Hs 3909/4), I-Rama, I-Rvat |                                                   | |
| 188 |         | Della spietata Irene                                                                                                | S                              |                   | D-Münster, F-Pn (RES VMC MS-68, fo 122), I-Vnm, US-R |                                                   | |
|     |         | Delle patrie contrade                                                                                               | S                              |                   | GB-Lcm |                                                   | |
|     |         | Dentro il sen della mia Irene                                                                                       | S                              |                   | |                                                   | |
|     |         | Dentro un orrido speco                                                                                              | S                              |                   | A-Wn |                                                   | |
|     |         | Di che havete paura                                                                                                 | S                              |                   | I-Nc |                                                   | |
| 192 |         | Di cipresso funesto (« Querele e morto di Tirsi per Clori ingrata »)                                                | S                              |                   | F-Pn, I-Nc, I-PLc, US-NH |                                                   | |
|     |         | Di colore de’ cieli (« Occhi azurri »)                                                                              | S                              |                   | I-PLc? |                                                   | |
|     |         | Di dolore in dolor                                                                                                  | S                              |                   | US-NH |                                                   | |
|     |         | Di due vaghe pupille nere                                                                                           | S                              |                   | F-Pn |                                                   | |
|     |         | Di me che sarà? | S                              |                   | I-Vnm |                                                   | |
| 196 | 417.184 | Di pensiero in pensier                                                                                              | A                              |                   | GB-Lbl |                                                   | |
| 197 |         | Diedi a Fileno il core (« Amor corrisposto »)                                                                       | S, A                           | 1705              | D-Münster, GB-Lbl, I-Gl, US-R |                                                   | |
|     |         | Dimmi che pensi, o Amore                                                                                            | S                              |                   | |                                                   | éd. Cantate a I & II voci col basso continuo, op. 1 (Amsterdam 1701) |
| 198 |         | Dimmi Clori superba (« Clori superba »)                                                                             | S, A                           |                   | D-Mbs, D-Münster, E-Mn, F-Pn (D-11844), I-Mc, I-Nc |                                                   | |
|     |         | Dimmi, crudel, e quando                                                                                             | S, A                           |                   | GB-Lbl, I-Bc | Tactus                                            | |
| 200 |         | Dimmi, mioben, perchè                                                                                               | S                              |                   | F-Pn (VM7-60) |                                                   | |
| 201 | 379.7   | Disperate pupille, hor, sì, piangete (« Disperatione amorosa »)                                                     | S, B                           |                   | D-SWl, F-Pn (IFN-10507171), F-Sim |                                                   | |
|     |         | Dispettoso pensiero                                                                                                 | S                              |                   | US-AAu |                                                   | |
| 203 |         | Dopo lungo penar | S                              |                   | I-Rsc, US-Bc |                                                   | |
|     |         | Dopo lungo penar | B                              |                   | GB-Lbl (Add. 14166 fos 84r-88v) |                                                   | |
| 205 |         | Dorisbe, i miei lamenti (« Eurillo sdegnato »)                                                                      | S                              |                   | F-Pn (D-11858 fo 1-10r), I-Rama, I-Rvat |                                                   | |
| 206 |         | Dormono l'aure estive                                                                                               | S, A                           | 10 janvier 1705   | A-Wgm, D-Münster, F-Pn (RES VMC Ms-75), GB-Lbl, GB-Lcm, I-Fc, I-Gl, I-Nc, US-NHub (Osborn Music, Ms. 2/18) |                                                   | Autographe BnF Ms-75 |
| 207 |         | Dov’è Filli, dov’è                                                                                                  | S                              |                   | F-Pn (RES VMC MS-68/fo 162), GB-Och, I-PLc |                                                   | |
| 208 |         | Dov’io mi volga o vada                                                                                              | S                              |                   | D-KNu, GB-Lcm, I-Mc, US-R |                                                   | |
| 209 | 191     | Dove alfin mi traeste ? (« L'Arianna abbandonata »)                                                                 | S                              |                   | D-B, D-KNu (1 P 18), F-Pn (D-11839 (5)), GB-Lcm, I-BGi, I-Fc, I-Gl, I-Mc, I-MOe, I-Nc (Cantate 263, fos 57r-66 et Cantate 266), I-Vlevi (CF.B.62), I-Vnm, US-R (M1620.S286C), US-Wc (M1620.S283 Case)                                                                                           |                                                   | BNF 17016984 |
| 210 |         | Dove fuggi, o bella Clori ?                                                                                         | S, A                           |                   | F-Pn (RES VMC MS-67) |                                                   | |
| 211 |         | Dove fuggi, o bella Clori (« Lidio e Clori »)                                                                       | S, A, 2 violons                |                   | D-Münster, F-Pn (Ms. 67) |                                                   | |
| 212 |         | Dove fuggo, a che penso                                                                                             | S, violon                      |                   | D-Münster, F-Pn, I-Nc |                                                   | |
| 213 |         | Dove l’eneta Dori alla reggia                                                                                       | S                              | 1712              | I-Nc |                                                   | |
| 214 |         | Dove una quercia annosa (« Beltà bruna »)                                                                           | S                              |                   | D-Dl, US-NHub |                                                   | texte de Paglia |
| 215 |         | Dove xestu, cor mio                                                                                                 | S                              |                   | D-Dl (perdue) |                                                   | texte d'A. Ottoboni |
| 216 |         | Due nemici tiranni                                                                                                  | S                              | 1722              | B-Br, F-Pn, I-Nc, I-Vgc |                                                   | BNF 17016985 |
| 217 |         | Dunque ingrato spergiuro                                                                                            | S, A                           |                   | A-Wgm, D-B?, F-Pn, GB-Lbl, I-Fc, I-Mc, I-Nc |                                                   | |
|     |         | Dunque, o vaga mia diva                                                                                             |                                |                   | texte de Giambattista Felice Zappi. |                                                   | |
| 218 |         | Dunque perchè lontano                                                                                               | S                              |                   | D-Mbs |                                                   | |
|     |         | Dunque sperar non lice                                                                                              | S                              |                   | F-Pn |                                                   | |
| 220 | 420.203 | E come, oh Dio, lontana ?                                                                                           | S                              | avant 1707        | D-B, D-Münster (Hs 3909/7), GB-Lbl, GB-Ob, I-PLc |                                                   | |
| 221 |         | E come, o Dio, tacito e fido?                                                                                       | S                              |                   | D-Mbs |                                                   | |
| 222 |         | E come, ohimè, poss’io?                                                                                             | S                              |                   | F-Pn, I-Nc |                                                   | Ms. autographe (F-Pn) |
|     |         | E con qual core, oh Dio                                                                                             | S                              |                   | |                                                   | |
| 224 | 420.207 | E con qual core, oh Dio                                                                                             | S                              |                   | GB-Lam |                                                   | |
| 225 |         | E con qual core, oh Dio                                                                                             | S, 2 violons                   |                   | D-Münster |                                                   | |
|     | 420.208 | E fia pur vero | S, A                           |                   | D-KNu, GB-Lbl, I-Nc |                                                   | |
|     |         | È gran pena l’amare                                                                                                 | S                              |                   | GB-Lcm |                                                   | |
| 227 |         | È la speme un desio tormentoso                                                                                      | S                              | 16 octobre 1704   | D-Münster, US-NHub (Osborn Music, Ms. 2/4), AUT |                                                   | |
| 228 | 421.212 | E lungi dal mio bene                                                                                                | S                              |                   | GB-Lbl |                                                   | |
| 229 |         | È penar degg'io ancora                                                                                              | S, A                           |                   | D-B, D-Dl, D-Mbs, D-Münster, E-Mn, F-Pn, I-Bc, US-NHub |                                                   | |
|     |         | E perché non seguite, o pastorelle                                                                                  | A, 2 flûtes, 2 violons         |                   | D-Münster MÜs hs 3975 | ASS, GLO                                          | |
| 230 |         | E pur è vero che alletti                                                                                            | S                              |                   | B-Br, D-Münster |                                                   | |
|     |         | E pur odo e non moro                                                                                                | S                              |                   | GB-Lcm, I-Nc |                                                   | |
| 232 |         | E pur tenti il ritorno                                                                                              | S                              |                   | D-Münster, GB-Lcm, I-MC, US-NHub | texte de G. Monaci.                               | |
| 233 |         | E pur vuole il cielo e amore                                                                                        | S, A                           |                   | B-Bc, D-Münster, GB-Lbl, I-Bc, I-Gl, I-Tci, US-NHub | VIR                                               | texte de D. Benigni. |
| 234 | 216     | È pure il gran tormento                                                                                             | S, A                           |                   | D-B, D-Münster (Hs 3977/8), F-Pn (F.G. 10504), GB-LBm (Add. 31508), GB-Lcm (582), I-LEpastore, I-Nc (Cantate 264), I-Vlevi, US-Bp (Music 360.10) |                                                   | Le manuscrit de Münster est transcrit en mi mineur pour contralto, tout comme celui de la BnF. |
| 235 |         | E quando ingrata Nice                                                                                               | S                              |                   | A-Wn, F-Pn (D-11840 fos 63v-71v), I-Mc, I-Nc, US-AAu |                                                   | |
|     |         | E quando mai cessate?                                                                                               | S                              |                   | I-PLc |                                                   | |
|     |         | E satio ancor non sei                                                                                               | S                              |                   | GB-Lcm |                                                   | |
|     |         | E sino a quando, Amor?                                                                                              | S                              |                   | GB-Lcm |                                                   | |
|     |         | E sino a quando, o stelle?                                                                                          | S                              |                   | I-PLc |                                                   | |
|     |         | E viva al diletto la mia rimembranza                                                                                | S                              |                   | F-Pn |                                                   | |
| 242 |         | Ebra d'amor fuggia (« L'Arianna »)                                                                                  | S, 2 violons                   |                   | F-Pn (FG 10502), I-BGi, I-Fc, I-Gl, I-Mc, I-MOe, I-Nc, I-Vnm | CON, CPF, KLA                                     | |
| 243 | 420.202 | Ecco ch'a voi ritorno                                                                                               | S                              |                   | D-B?, F-Pn (RES VMC MS-67 et D-11840 fos 80-88), GB-Cfm, GB-Lbl, I-Mc, I-Nc, US-AAu, US-R |                                                   | |
|     |         | Elitropio d’amor | S                              | 1694              | I-PAVu |                                                   | |
|     |         | Entro a più foschi horrori                                                                                          | S                              |                   | F-Pn |                                                   | |
| 246 | 421.214 | Entro romito speco                                                                                                  | S                              |                   | D-B, D-KNu, F-Pn (RES VMC Ms-75), GB-Lbl, GB-Lcm, I-BGi, I-Nc, I-Mc, US-Wc |                                                   | Autographe BnF Ms-75 |
|     |         | Era già l’alba e in cielo (« Europa rapita da Giove in forma di toro »)                                             | S                              |                   | F-Pn |                                                   | |
| 248 |         | Era giunta quell’ora                                                                                                | S                              | 29 novembre 1704  | D-Münster (3907/6) |                                                   | |
| 249 |         | Era l’oscura notte e d’ogni intorno di fosco ammanto                                                                | S, 2 violons                   |                   | D-Münster |                                                   | |
| 250 |         | Era l’oscura notte e d’ogni intorno le tremolanti stelle                                                            | S, 2 violons                   |                   | D-Münster |                                                   | |
|     |         | Era un giorno fileno                                                                                                | S                              |                   | US-NHub |                                                   | |
|     |         | Essere innamorato e non poterlo dir                                                                                 | S                              |                   | I-Vnm |                                                   | |
|     |         | Eurilla, allor che sei cinta                                                                                        | S                              |                   | I-NT |                                                   | |
| 252 | 423.230 | Eurilla, amata Eurilla                                                                                              | S                              |                   | B-Bc, F-Pn, GB-Lbl, GB-Lcm, I-Bc, I-Nc |                                                   | |
|     |         | Eurilla, io parto, addio                                                                                            | S                              |                   | I-PLc |                                                   | |
|     |         | Eurilla, oh Dio, nel seno palpita                                                                                   | S                              |                   | I-PLc |                                                   | |
| 255 |         | Facile sembra a un core l’amar                                                                                      | S                              |                   | D-Münster |                                                   | |
| 256 | 424.235 | Farfalla che s'aggira (« La pazzia, overo La stravaganza »)                                                         | S                              |                   | B-Bc, D-HS, D-HVs, D-KNu, D-LEm, D-MEIr, D-Münster, F-Pn (RES VMC Ms-75), GB-Lbl, GB-Lcm, I-Baf, I-CAS, I-Mc, I-Nc, US-R |                                                   | Autographe BnF ms.-75. La dernière aria, Tenta la fuga, prend la forme d'une fugue. |
| 257 |         | Farfalletta innocente se correndo                                                                                   | S                              |                   | D-Münster, GB-Lbl |                                                   | |
| 258 |         | Fatto d'amor seguace                                                                                                | S [, A]                        |                   | F-Pn (D-11858 fo 43-48r), I-Rama |                                                   | |
| 259 |         | Ferma omai, fugace e bella                                                                                          | A, 2 violons                   | décembre 1724     | D-HVs (Kestner Ms. 72 fos 89–112), S-Smf | HLS, COA                                          | BNF 14853127 |
| 260 |         | Fiamma ch’avvampa                                                                                                   | S                              |                   | D-KNu, GB-Lbl, I-Baf, I-Mc, I-MOe, I-Nc |                                                   | |
| 261 |         | Fida compagna, del tuo alato amante (« Lontananza »)                                                                | S, 2 violons                   |                   | D-B, F-Pn, I-Nc |                                                   | BNF 17016990 |
| 262 |         | Fiero acerbo destin                                                                                                 | S                              |                   | D-KNu, F-Pn, I-Nc, I-Vnm, US-R | RIC                                               | |
| 263 |         | Filen, mio caro bene (« Filli che esprime la sua fede a Fileno »)                                                   | A, flûte, 2 violons            |                   | I-Nc | BRI, GLO                                          | |
| 264 |         | Fileno, oh Dio, Fileno, di quest’anima amante                                                                       | S, 2 violons                   |                   | B-Br |                                                   | |
| 265 |         | Fileno, ove t'en vai ? (« Clori abbandonata »)                                                                      | S                              | 11 octobre 1704   | D-B, D-Münster, GB-Lbl, GB-Lcm, US-NHub (Osborn Music, Ms. 2/3) |                                                   | |
| 266 |         | Fileno, quel Fileno, tutto fè                                                                                       | S, 2 violons                   |                   | D-Münster |                                                   | |
| 267 |         | Filla mia, perchè piangi?                                                                                           | S                              |                   | D-Münster |                                                   | |
| 268 |         | Fille, dolente Fille                                                                                                | S                              |                   | F-Pn, GB-Lbl, I-Nc (Cantate 266) |                                                   | |
| 269 |         | Fille, mia cara Fille                                                                                               | S                              | 18 novembre 1704  | D-Münster, GB-Lcm |                                                   | |
| 270 |         | Fille, tu parti ? oh Dio ?                                                                                          | S, A                           | 12 mars 1722      | A-Wn, D-Münster, F-Pn, GB-Lcm, I-Mc, I-Nc | PAN                                               | Faussement attribué à Leonardo Vinci dans une des sources. BNF 16628870 |
| 271 | 426.244 | Filli adorata, ah ben comprendo (« Chiese Fileno come stasse in gratia di Filli: ella rispose, ‘ne ben, ne male’ ») | S                              |                   | GB-Lbl |                                                   | |
| 272 |         | Filli adorata e cara, Filli che fosti                                                                               | S                              |                   | D-Münster, F-Pn, GB-Lbl, GB-Lcm, US-NHub (Osborn Music, Ms. 2/26), US-Wc |                                                   | |
| 273 |         | Filli adorata e cara, io parto (« Partenza: Fileno giura fedeltà a Filli »)                                         | S                              |                   | D-HVs, GB-Lbl, I-BGi, I-Nc, I-Rama |                                                   | |
| 274 |         | Filli altera e spietata                                                                                             | S                              |                   | F-Pn (RES VMC MS-68/fo 156), GB-Lbl |                                                   | |
|     |         | Filli che del mio core                                                                                              | S                              | mai 1700          | F-Pn, I-Nc |                                                   | Également attribuée à Francesco Mancini. |
| 276 |         | Filli che fra gl’orrori (« Cantata notturna »)                                                                      | S, 2 violons                   | 1706              | D-Münster |                                                   | |
|     |         | Filli credilo a me son tutte scuse                                                                                  | A                              |                   | F-Pn |                                                   | |
| 277 |         | Filli crudel, dunque tu parti?                                                                                      | S                              |                   | D-Münster, GB-Lbl |                                                   | |
|     |         | Filli, di questo cor parte più cara                                                                                 | S                              |                   | A-Wgm |                                                   | |
| 279 |         | Filli, già volge l’anno                                                                                             | S                              |                   | I-BGi |                                                   | |
| 281 |         | Filli, la tua bellezza                                                                                              | S                              | 27 juin 1702      | D-B AUT | Ms. autographe (D-Bds)                            | |
| 282 | 427.254 | Filli mia, Filli cara (« Descrittore di bella donna »)                                                              | S                              | 15 janvier 1702   | D-Münster, F-Pn, GB-Lbl |                                                   | |
| 283 |         | Filli mia, tu mi consoli                                                                                            | S                              |                   | D-Dl |                                                   | |
| 284 |         | Filli, mio ben, mia vita                                                                                            | S                              |                   | F-Pn, GB-Lbl |                                                   | |
|     |         | Filli, sei bella, è ver                                                                                             | S                              |                   | D-Münster |                                                   | |
| 285 |         | Filli, tu sai s’io t’amo (« Sconsolato rusignolo »)                                                                 | S, 2 flûtes                    | mars 1701         | D-Münster MÜs hs 3934 | STV, REO, GLO                                     | |
|     |         | Fiumicel che del mio pianto                                                                                         | S                              |                   | GB-Lbl |                                                   | |
|     |         | Fiumicel cui l’onde chiare                                                                                          | A                              |                   | I-Nc |                                                   | |
| 287 |         | Flagellava nel cielo (« Il Narciso »)                                                                               | S                              |                   | F-Pn, I-Nc |                                                   | |
| 288 | 428.262 | Fonte d'ogni dolcezza                                                                                               | S                              | 12 mars 1709      | D-Bsa, GB-Lbl, I-Nc |                                                   | |
|     |         | Fonti amiche, erbe care                                                                                             | S                              |                   | GB-Lbl |                                                   | |
|     |         | Forse di Sirio ardente                                                                                              | S                              |                   | GB-Lbl, US-NYp |                                                   | |
| 291 |         | Fra liete danze | S                              |                   | I-Nc |                                                   | |
| 292 |         | Fra mille semplicetti augei canori                                                                                  | S                              | 14 août 1701      | D-Münster (3987/5), AUT | Ms. autographe (D-Münster 3987), (RISM 451022997) | |
|     |         | Frangi l’arco e lo stral                                                                                            | S                              | 27 août 1706      | GB-Lbl |                                                   | |
| 294 | 429.268 | Fra tante pene, e tante                                                                                             | S                              | 23 juin 1706      | D-Münster, GB-Lbl |                                                   | |
| 296 | 429.269 | Fu d’oro il primo dardo                                                                                             | S                              |                   | GB-Lbl |                                                   | |
| 297 |         | Già di trionfi onusto (« Il Germanico »)                                                                            | S                              | 1er juin 1690     | D-Münster, F-Pn, I-Bc, I-Nc (cantate 259), I-PLc | Livret de Benedetto Pamphilj.                     | |
|     |         | Già l’alba luminosa                                                                                                 | S, 2 violons                   |                   | F-Pn (RES VMC MS-83) |                                                   | |
|     |         | Già lusingato appieno da Zeffiri                                                                                    | S, 2 violons                   | 1689              | D-Hs (A/252) | HYD, CPO, Conifer/I.                              | Le héros anglais se prépare à rentrer chez lui pour conquérir le trône, il dit au-revoir à sa femme (italienne) et son fils. Allusion à James II supplanté par Guillaume d'Orange en 1688. Il est possible que James II ait assisté à la création de l'œuvre. |
| 298 | 430.273 | Già per lunga stagion bersaglio (« Lo strale d’amore »)                                                             | S                              |                   | D-Münster, GB-Lbl |                                                   | |
|     |         | Già sepolto è fra l’onda                                                                                            | S, cordes                      |                   | |                                                   | |
| 299 |         | Già sorge l’alba (« Dorisbe cacciatrice »)                                                                          | S                              |                   | A-Wn, D-Münster (3977 et 864), US-NYp |                                                   | |
| 300 |         | Già sul carro dorato (« Occhi neri »)                                                                               | S                              |                   | D-Mbs, D-Münster, F-Pn (RES VMC MS-70 / D-11844) |                                                   | |
| 301 |         | Già vicina è quell'ora                                                                                              | A                              | 15 juin 1699      | D-Münster (Hs 3909/16), F-Pn (RES VMC MS-69/21), GB-Lbl (Add. Ms.14165), GB-Ob, I-Bc, I-PLc |                                                   | GB-Lbl l'attribue faussement à Durante. |
|     |         | Giacea d’un mirto all’ombra                                                                                         | S                              |                   | GB-Lcm |                                                   | |
| 303 | 429.271 | Giacea presso alla sponda                                                                                           | S                              |                   | GB-Lbl |                                                   | |
| 304 |         | Giù di Vulcan nella fucina eterna                                                                                   | A                              | 1698              | D-Münster (3909/6) |                                                   | |
| 305 | 430.278 | Giunto è il fatal momento (« Partenza »)                                                                            | S                              | 1705              | GB-Lbl |                                                   | |
|     |         | Giusto premio a merti suoi                                                                                          |                                | 1704              | |                                                   | texte de P. Figari, perdue |
| 306 | 431.279 | Goderai sempre crudele                                                                                              | S                              | 1695              | GB-Lbl |                                                   | |
|     |         | Ha l’umore stravagante                                                                                              | S                              |                   | F-Pn |                                                   | |
| 308 |         | Ho una pena intorno al core                                                                                         | S                              | 1712              | D-Mbs, D-Münster, D-SHs, GB-Lbl, I-Gl, I-Nc (cantate 265/1), S-L |                                                   | |
| 309 |         | I celesti zaffiri                                                                                                   | S                              | 29 août 1701      | S-Smf* |                                                   | |
|     |         | Il centro del mio core                                                                                              | S                              |                   | |                                                   | |
| 311 |         | Il ciel seren, le fresche aurette (« La primavera: Clori e Lisa compagne »)                                         | S, S                           |                   | D-Münster |                                                   | [ 46 ] |
| 312 |         | Il cor che vive oppresso                                                                                            | S                              |                   | F-Pn, I-Mc, I-Nc |                                                   | |
| 313 | 285     | Il fulgido splendor d'un ciglio arciero                                                                             | S                              | 14 mars 1705      | I-LEpastore, US-NHub (Osborn Music, Ms. 2/24), US-Bp (Music 360.10) | Autographe (US-NHub)                              | |
| 314 |         | Il genio di Mitilde                                                                                                 | S, A                           |                   | D-Hs, D-KNu, F-Pn (RES VMC Ms-75/D.11840), GB-Lbl, I-Fc, I-Mc, I-MOe, I-Nc, I-NT, I-Vgc, I Vlevi, US-R | COD                                               | |
| 315 |         | Il mio sol non è più meco                                                                                           | S                              | 31 octobre 1704   | D-Münster, US-NHub (Osborn Music, Ms. 2/8) |                                                   | |
| 316 |         | Il più misero amante                                                                                                | A                              |                   | I-Nc |                                                   | |
| 317 |         | Il rosignolo se scioglie il volo                                                                                    | A                              | 19 décembre 1698  | B-Bc, D-Münster (Hs 3909/13), GB-Lbl, I-Bc (V.194, p. 79–87), I-PLc | COD                                               | BNF 17040216 |
| 318 | 432.290 | Il rosignolo se scioglie il volo                                                                                    | S, A                           | 26 août 1700      | A-Wn, D-Münster, F-Pn (RES VMC MS-68/fo 51), GB-Lbl |                                                   | |
| 319 |         | Il timido mio core (« Immagini d’orrore »)                                                                          | S                              |                   | D-KNu, F-Pn, I-Mc, I-Nc | RIC                                               | |
| 320 |         | |                                |                   | F-Pn |                                                   | Ms. autographe (F-Pn) |
| 321 | 432.292 | In amorosi ardori                                                                                                   | S                              |                   | GB-Lbl |                                                   | |
| 322 |         | In bel sonno profondo                                                                                               | S                              |                   | F-Pn (RES VMC MS-67), GB-Lcm, I-Nc, I-PLc, I-Rsc |                                                   | |
| 323 |         | In che giammai t’offesi                                                                                             | S                              | 8 août 1706       | D-B, D-Münster |                                                   | |
| 324 | 433.295 | In due vaghe pupille                                                                                                | S                              |                   | GB-Lbl, I-Rama |                                                   | |
| 326 |         | In placida sembianza                                                                                                | S                              |                   | B-Br, I-Vgc |                                                   | |
|     |         | In questa lacrimosa orrida valle (« Tantalo sitibondo »)                                                            | S                              |                   | |                                                   | |
| 328 |         | In solitaria soglia                                                                                                 | S                              |                   | I-Nc |                                                   | |
| 330 |         | In vano, amor tiranno tenta                                                                                         | S                              | 1699              | D-Münster, I-Nc |                                                   | |
| 331 |         | Infelice mio core, giunse alfin                                                                                     | S                              |                   | B-Br, US-AAu |                                                   | |
|     |         | Infirmata vulnerata                                                                                                 | A, 2 violons                   | 16 octobre 1702   | | EMF, COD, King, RES                               | BNF 13976782 |
| 333 | 433.299 | Ingiustissimo Amor, tu che sovvente                                                                                 | S                              |                   | B-Br, GB-Lbl, GB-Lcm, I-Gl, I-MC, I-MOe, I-Nc, I-NT, I-Vgc |                                                   | |
| 334 |         | Io ben so che siete arciere                                                                                         | S                              | 1704              | D-Hs, D-Münster, F-Pn, I-Mc |                                                   | |
| 335 |         | Io che ad un tronco                                                                                                 | S                              |                   | B-Br, F-Pn, GB-Lcm, I-Nc, I-Vgc |                                                   | |
| 336 |         | Io che con aurea luce                                                                                               | S                              |                   | B-Br |                                                   | |
| 337 |         | Io che dal cor di Fille                                                                                             | S, A                           |                   | D-Hs, D-Münster, F-Pn, GB-Lbl, I-Baf, I-BGi, I-Mc, I-Nc, I-PAc, I-Rama, I-Vnm |                                                   | |
| 338 |         | Io credei che felice                                                                                                | S                              |                   | D-KNu, I-Mc, I-MOe |                                                   | |
|     |         | Io m’accendo a poco a poco                                                                                          | S                              |                   | I-PLc |                                                   | |
|     |         | Io morirei contento                                                                                                 | S                              |                   | GB-Lcm, I-MOe | SCN                                               | |
| 341 |         | Io non v’intendo, o stelle                                                                                          | S                              |                   | D-Münster |                                                   | |
| 342 |         | Io per Dori mi struggo                                                                                              | S                              |                   | A-Wn, I-Nc, US-NH |                                                   | |
| 343 |         | Io son Neron l’imperator del mondo (« Il Nerone »)                                                                  | S                              | 1698              | B-Bc, D-Münster (Hs 3909/11), F-Pn (Vm 7.61) | CPO                                               | |
|     |         | Io piango e tu non m’odi                                                                                            | S                              |                   | F-Pn |                                                   | |
| 344 |         | Io son pur solo | S                              |                   | D-KNu, GB-Lcm, I-Gl, I-Mc, I-Nc | SCN                                               | |
| 345 |         | Io t’amerò e nel mio petto                                                                                          | S                              |                   | B-Br |                                                   | |
| 346 |         | Io ti vuò dir, Dorisbe                                                                                              | S                              | 1700-1708         | S-Smf |                                                   | |
| 347 |         | Io vengo, o Filli                                                                                                   | S                              | 20 septembre 1700 | D-HVs |                                                   | |
|     |         | Imagini d’orrore | B, 2 violon                    | 16 juillet 1710   | F-Pn (Ms. 10909) | RIC                                               | Manuscrit autographe |
| 348 |         | Irene, idolo mio, in questo a me                                                                                    | S                              | 12 juillet 1705   | GB-Lcm?, US-NHub |                                                   | |
|     |         | Irene, idolo mio, se per te vivo                                                                                    | S                              |                   | I-Gl? |                                                   | |
|     |         | L'armi crudeli e fiere                                                                                              | A                              |                   | GB-Lbl (Add. Ms.29249) |                                                   | |
|     |         | L’augellin, che sciogle il volo                                                                                     | A                              |                   | I-PAc |                                                   | |
|     |         | L'empio mio destin brama la morte                                                                                   | 2vv                            |                   | I-CATc |                                                   | |
|     |         | L’huom che segue una speranza (« Tormento della Speranza e della Fortuna »)                                         | A                              |                   | F-Pn |                                                   | |
| 353 |         | La beltà ch’io sospiro                                                                                              | S                              | 1702              | D-Münster (3987), F-Pn, GB-Lbl |                                                   | Ms. autographe (D-Münster 3987), (RISM 451023006) |
|     |         | La cagion delle mie pene                                                                                            | S                              |                   | GB-Lbl |                                                   | |
|     |         | Là dell’Arno su l’onde                                                                                              | S                              |                   | GB-Lbl |                                                   | |
| 356 |         | Là dove a Mergellina                                                                                                | S                              | 1725              | B-Br, D-Münster, GB-Lcm, I-Ac, I-Nc, I-Mc, I-MC, I-NT, I-Vgc | EMA, LRA                                          | |
|     |         | Là dove al sonno in braccio                                                                                         |                                |                   | |                                                   | perdue |
|     |         | Là dove al vivo argento                                                                                             | S                              |                   | GB-Lcm, I-Vnm |                                                   | |
| 358 | 437.326 | La face d’amore ch’il core m’arde                                                                                   | S                              |                   | GB-Lbl |                                                   | |
| 359 |         | La fortuna di Roma (« Il Coriolano »)                                                                               | S, A                           | 16 juillet 1689   | B-Bc, D-Münster, F-Pn, GB-Lbl, I-Gl |                                                   | |
|     |         | La gran madre d’amore (« Innamoramento di Venere et Adone »)                                                        | S                              |                   | F-Pn |                                                   | |
| 361 |         | La grazia, la sembianza                                                                                             | S                              | 22 février 1702   | D-Münster (3987/8), AUT, F-Pn, GB-Lbl, I-Rama, US-NYp |                                                   | (RISM 451023000) |
|     |         | Là nel ben sen della regal Sirena                                                                                   | S                              |                   | GB-Lbl, I-Bc |                                                   | |
|     |         | Là nel campo de fiori                                                                                               | S                              |                   | I-NT |                                                   | |
| 363 |         | Là nell’arcadie spiagie                                                                                             | S                              |                   | D-Münster |                                                   | |
| 364 |         | La speranza che lusinga                                                                                             | S                              |                   | F-Pn, S-Klm |                                                   | Livret de A. Colombi. |
|     |         | La vezzosa Celinda                                                                                                  | S                              |                   | I-Gl, I-Mc, I-Nc |                                                   | |
|     |         | Lagrime dolorose dagl’occhi miei                                                                                    | T, 2 violons                   |                   | F-Pn |                                                   | |
| 367 |         | Langue Clori vezzosa                                                                                                | S                              |                   | D-Münster, F-Pn (RES VMC MS-67), I-Baf, I-Nc, US-AAu |                                                   | |
| 369 | 335     | Lascia, deh lascia al fine                                                                                          | S                              |                   | D-Münster, GB-Lcm, US-R | SCN                                               | |
| 370 |         | Lascia di tormentarmi, Amor tiranno                                                                                 | S                              | 1709              | D-KNu, F-Pn (RES VMC MS-67), GB-bl (Add.MS.31509), GB-Lcm, I-Baf, I-BGi, I-Nc, I-Vlevi, I-Vnm, US-Wc |                                                   | |
| 371 |         | Lascia omai di tormentarmi, o memoria                                                                               | S                              |                   | D-B, F-Pn (IFN-10507171), F-Sim |                                                   | |
|     |         | Lascia più di tormentarmi                                                                                           | S                              | 1688              | F-Pn, GB-Lbl |                                                   | |
|     |         | Lasciami alquanto piangere                                                                                          | S                              | mai 1716          | D-Dl |                                                   | |
|     |         | Lasciami sospirar, io voglio piangere (« Dorindo e Fileno »)                                                        | S, B                           |                   | F-Pn |                                                   | |
| 375 | 439.340 | Lasciate ch'io v'adori (« Preghiera amorosa »)                                                                      | S                              | 19 octobre 1705   | D-Münster, GB-Lbl, I-Gl, I-Nc, I-Vlevi |                                                   | |
| 376 |         | Lasciate, homai lasciate di tormentarmi, più                                                                        | S, A                           |                   | GB-Lbl, I-Bc, I-Nc, I-Vnm |                                                   | |
| 377 | 440.342 | Lasciato havea l’adultero superbo (« La Lucretia romana »)                                                          | S                              | 16 septembre 1688 | D-Münster (Ms. 862), GB-Lbl (Ms. Add. 31488, fos 166-185), I-Nc (MS 33.2.4, fos 128-138v) |                                                   | Livret de Benedetto Pamphilj. (en) Rosalind Halton, « Introduction, partition et audio » |
| 378 | 440.348 | Le vaghe tue pupille (« Bella donna crudele »)                                                                      | S                              |                   | D-Mbs, D-Münster, F-Pn (D-11844), GB-Lbl |                                                   | |
| 379 | 440.346 | Leandro, anima mia (« Ero e Leandro »)                                                                              | S, A                           |                   | D-Münster (Hs 3909/3), GB-Lbl, I-PLc | VIR                                               | |
|     |         | Leggi, deh leggi, o Clori                                                                                           | A                              |                   | I-PAc |                                                   | |
|     |         | Libertà del mio cor                                                                                                 | S                              | c.1709            | GB-Lcm |                                                   | |
| 382 |         | Lidio, invan mi condanni (« Bella donna rimproverata a torto nel partire del suo vago così risponde »)              | S                              |                   | GB-Lbl, I-Rama |                                                   | |
| 383 | 351     | Liete, placide e belle acque                                                                                        | S                              | 1708/1709         | D-Münster (Hs 3904/4), GB-Lbl (Add. 29249), GB-Lcm (583), I-LEpastore INC, I-Nc (Cantate 34.5.9 et Cantate 23.11) |                                                   | GB-Lcm 583 avec la date de 1709. |
| 384 |         | Lieti boschi, ombre amiche                                                                                          | S, A                           | 18 août 1704      | GB-Lbl, D-Münster (3907/15), I-Nc | ASS                                               | |
| 385 |         | Lilla, mi parto, addio                                                                                              | S                              |                   | D-B, GB-Lbl, GB-Ob, US-R, US-Wc |                                                   | L'attribution est incertaine (attribué à Bencini par D-B, GB-Lbl, GB-Ob.) |
| 386 |         | Lisa, del foco mio (« Clori e Lisa compagne »)                                                                      | S, S,                          | 28 février 1706   | D-Münster, I-MOe, I-Nc | EMO, DLD                                          | texte de Giambattista Felice Zappi. |
|     |         | Lo sa il ciel, sallo amore                                                                                          | S                              |                   | GB-Lcm |                                                   | |
| 390 |         | Lontan dalla sua Clori                                                                                              | S                              |                   | D-KNu, GB-Lbl, I-Gl, I-Mc, I-Nc (cantate 276), I-Vnm |                                                   | |
| 392 |         | Lontan dal tuo bel viso                                                                                             | S, A                           |                   | D-B, I-MC, I-Nc |                                                   | |
| 393 | 442.360 | Lontan dall’idol mio                                                                                                | S, A                           | 1699              | D-B (Mus.Ms.2226), D-Bsa (Sa.1286), D-Hs (Nd.VI.1077 ; anon.), F-Pn (Vm7 60), GB-Lbl (Harley 1273 fos 69r-71r ; Add.Ms.31509), GB-Ob (Mus.Sch.e.396), GB-Och (Mus.993 ; anon.), I-CBp ((Ms. Musicali 2 fos 81r-86), I-Nc (Cantate 18 ; per a), I-Nc (Cantate 181 ; Mancini), I-PLcon (Pisani 2) |                                                   | La date est donnée par GB-bl Harl.1273. Dent 6.221/1. |
| 394 |         | Lontananza, che fai ?                                                                                               | S                              | 27 novembre 1701  | A-Wn?, D-Münster (3987/3), AUT,2, GB-Lbl INC |                                                   | Ms. autographe (D-Münster 3987), (RISM 451022995) |
| 395 | 442.335 | Lontananza crudele, deh perchè ? (« Lontananza »)                                                                   | S                              |                   | GB-Lam |                                                   | |
| 396 |         | Lontananza crudele, tu mi trafiggi                                                                                  | S                              |                   | I-Nc, I-PLc, US-NH |                                                   | |
|     |         | Lontananza e Gelosia                                                                                                | S                              |                   | US-NH |                                                   | |
| 397 | 358     | Lontananza tiranna che da te mi divide                                                                              | S                              |                   | F-Pc (F.G. 10504), I-Vlevi (C.F. B.13), US-Wc (M 1620. A2S285) |                                                   | |
| 398 |         | Lontananza tiranna che da te mi divide                                                                              | S                              |                   | F-Pn, I-LEpastore, I-Vlevi, US-Wc |                                                   | |
| 400 |         | Luci care al mondo sole                                                                                             | S                              | 1er juin 1690     | D-Münster, F-Pn (VM7-60) |                                                   | |
|     |         | Luci vaghe se mirate                                                                                                | S                              |                   | US-NH |                                                   | |
| 402 |         | Lumi ch’in fronte al mio bel sole (« Ama e non spera godere »)                                                      | S                              |                   | D-Mbs, D-Münster, D-SHs, F-Pn (D-11844), GB-Lbl, I-Mc, I-MC, US-Wc |                                                   | |
| 403 | 444.370 | Lumi, dolenti lumi, chiudetevi                                                                                      | S                              |                   | D-B, GB-Lcm, I-PLc, US-R |                                                   | |
| 407 |         | Lungi dalla cagion                                                                                                  | S                              | 20 décembre 1704  | US-NHub (Osborn Music, Ms. 2/14) |                                                   | |
|     |         | Lungi dal Tebro in riva                                                                                             | S                              |                   | US-NH |                                                   | |
|     |         | Mal fondati sospetti                                                                                                | S                              | 1685              | F-Pn |                                                   | |
| 413 |         | Mentre Clori la bella presso un ruscel                                                                              | S, 2 violons                   |                   | D-Münster | STV                                               | |
| 415 |         | Mentre da questo monte                                                                                              |                                |                   | D-Münster (Hs 3909/15) |                                                   | |
| 419 |         | Clori e Mirtillo | S, A                           |                   | D-Münster (Hs 864/3), P-Pn (D-11858 fo 11-22r) | SYL, SYL, VIR                                     | |
| 420 |         | Mentre un Zeffiro altero                                                                                            | S                              |                   | F-Pn, GB-Lcm, I-Nc |                                                   | |
| 421 | 386.35  | Mentre un Zeffiro arguto                                                                                            | S, A, B, 2 violon              |                   | D-Hs, D-Münster, D-SWl |                                                   | |
| 424 |         | Mi nasce un sospetto (« Amante insospettito »)                                                                      | S                              |                   | B-Bc, D-Münster, F-Pn, GB-Lcm, US-NHub |                                                   | |
| 425 | 447.392 | Mi parto, Eurilla, addio                                                                                            | A                              |                   | D-B, D-Münster, F-Pn, US-NYp |                                                   | |
| 426 |         | Mi tormenta il pensiero                                                                                             | S [A, B]                       |                   | A-Wn, D-Bsa, D-Münster, D-SWl, F-Pn (RES VMC MS-81 (14)), I-PLc, US-NYp |                                                   | La version pour basse accuse une conception pour voix haute et non une conception originale. |
| 427 |         | Mi tormenta il pensiero                                                                                             | A                              |                   | D-Münster (Hs 3909/10) |                                                   | |
| 430 | 446.389 | Mia Climene adorata se mai occhio                                                                                   | S                              | 1710              | F-Pn, GB-Lbl, GB-Lcm, I-Nc |                                                   | |
| 434 |         | Mira, o Filli, quella rosa (« La rosa »)                                                                            | S                              |                   | D-Mbs, D-Münster, F-Pn (D-11844), US-Wc |                                                   | |
| 435 |         | Mirtillo, anima mia, già che parti (« Partenza »)                                                                   | S, 2 violons                   |                   | D-Münster |                                                   | |
| 437 |         | Mitilde, alma mia, se udiste mai                                                                                    | S                              |                   | B-Br, D-Mbs, F-Pn, GB-Lcm (Ms.583), GB-bl (Add.Ms.14190), I-BGi, I-Nc, I-Vgc, I-Vnm, US-AAu, US-Wc |                                                   | GB-bl sous le titre de « O Flora anima mia » |
|     |         | Mitilde, mio tesor, così veloce                                                                                     | S                              |                   | |                                                   | |
| 440 |         | Mitilde, mio tesoro, e dove sei? (« Mitilde »)                                                                      | S                              |                   | GB-Lcm, I-Nc, I-Vnm, US-R |                                                   | |
| 441 |         | Mentre affidan al mar di Cupido                                                                                     | S                              |                   | D-Münster, I-MOe |                                                   | |
| 443 |         | Morirei disperato se credessi                                                                                       | S                              |                   | D-Münster, GB-Lbl, GB-Lcm, I-MC, I-Nc, US-NHub |                                                   | |
| 444 |         | Mostri deh non temete                                                                                               | S                              |                   | A-Wn, D-Münster (Hs 3909/21) |                                                   | |
| 446 |         | Ne’ tuoi lumi, o bella Clori (« Begl’occhi »)                                                                       | S                              | 1704              | D-Mbs, D-Münster, D-SHs, F-Pn (D-11844), GB-Lbl, I-Mc (L.22.20), US-NHub |                                                   | Fiche sur cantataitaliana.it |
| 447 | 448.404 | Nei languidi respiri                                                                                                | S                              |                   | B-Br, GB-Cfm, GB-Lbl, GB-Lcm, I-MC, I-NT |                                                   | |
| 448 |         | Nel centro oscuro di spelonca                                                                                       | S                              |                   | F-Pn (RES VMC Ms-75), I-Baf, I-Fc, I-Nc, I-Rsc, US-Bc |                                                   | lire en ligne sur Gallica |
| 449 |         | Nel dolce tempo | S                              | 27 septembre 1716 | F-Pn (RES VMC MS-67), GB-Lcm, I-Mc, I-Nc, I-Vgc |                                                   | |
| 450 |         | Nel mar che bagna                                                                                                   | B                              |                   | I-Nc (34.5.3 fos 17v-20v), I-PLc |                                                   | |
|     | 450.413 | Nel sen degl’antri                                                                                                  | S                              |                   | D-Hs, GB-Lam, I-Nc |                                                   | |
| 455 |         | Nel silenzio comune                                                                                                 | S                              |                   | F-Pn (RES VMC MS-147) GB-Lbl (Add. Ms. 14163) | COA                                               | Le nombre important de mouvement indique une composition précoce. |
| 458 |         | Nella stagione appunto che il pianeta                                                                               | S, 2 violons                   |                   | D-Münster, I-Fc |                                                   | |
| 459 |         | Nella tomba di Gnido                                                                                                | S, 2 violons                   |                   | D-Münster |                                                   | |
| 460 |         | Nelle arene del Tago                                                                                                | A                              | 24 juillet 1698   | D-Münster (Hs 3909/9) |                                                   | |
|     |         | Nella stagion, che di viole e rose                                                                                  | S                              |                   | F-Pn (RES VMC MS-68/fo 96) |                                                   | lire en ligne sur Gallica |
| 463 |         | No, non deggio, è troppo cara                                                                                       | S                              |                   | D-Münster, GB-Lcm, I-Nc |                                                   | |
| 464 |         | No, non è ver ch'altro amore                                                                                        | S                              |                   | B-Bc |                                                   | Ms. Autographe |
| 465 | 422     | No, Non lasciar canora e bella                                                                                      | S                              | 20 novembre 1704  | D-Münster (Hs 3907/8) |                                                   | |
|     |         | No, non vorrei vivere fra le catene                                                                                 | S                              |                   | F-Pn |                                                   | |
| 469 |         | Non è come si dice                                                                                                  | S                              | 20 août 1701      | A-Wn, D-Münster (3987/6), AUT |                                                   | Ms. autographe (D-Münster 3987), (RISM 451022998) |
| 470 |         | Non è facile ad un core (« La catena d’amore »)                                                                     | S                              | 4 décembre 1704   | F-Pn (RES VMC MS-68/fo 17), D-B, I-Nc, US-NHub |                                                   | |
|     |         | Non hà un giorno di contento                                                                                        | S, A                           |                   | US-NHub |                                                   | |
| 472 |         | Non per pioggia del cielo                                                                                           | S                              | 1720              | I-Ac, I-Gl, I-Nc, I-NT, I-Vgc |                                                   | |
| 473 |         | Non più contrasti, no (« Amore e rispetto »)                                                                        | S                              | 6 octobre 1721    | B-Br, D-KNu, D-Mbs, D-Münster, F-Pn, GB-Lcm, I-Nc, I-Rsc, US-Bc |                                                   | |
| 474 | 452.427 | Non posso già ne voglio                                                                                             | S                              |                   | GB-Lam |                                                   | |
| 476 |         | Non sò qual più m’ingombra (« Cantata pastorale »)                                                                  | S, 2 violons                   | décembre 1716     | D-Bds (Mus.ms.autogr. Scarlatti, A. 5), D-HVs (Kestner Ms. 72 fos 33–60), I-MC | CHF, COA, EKB                                     | Ms. autographe (D-Bds). Cantate destinée à être jouée à la veillée de Noël. Un berger parle d'un renouveau printanier, les fleurs poussant comme par magie dans la neige, au milieu d'une nuit d'hiver.                                                       |
|     |         | Non temo disastri                                                                                                   | S                              |                   | F-Pn |                                                   | |
| 479 |         | Notte cara, ombre beate                                                                                             | S                              |                   | A-Wn, F-Pn (IFN-10507171), F-Sim, GB-Lbl, I-Nc, I-PLc |                                                   | |
| 480 |         | Notte ch'in carro d'ombre (« Serenata »)                                                                            | S, 2 violons                   |                   | A-Wn, D-Münster | CPO                                               | |
| 481 |         | Notte placida e lieta                                                                                               | S                              |                   | D-HVs, GB-Lcm |                                                   | |
| 482 | 453.436 | O che mostro, o che furia                                                                                           | S                              | 20 juillet 1709   | GB-Lbl, I-Gl, I-Nc |                                                   | |
| 483 | 453.437 | O che pena è la mia (« Fedeltà non creduta »)                                                                       | S, A                           | 1704              | D-Mbs, D-Münster (3937), F-Pn (D-11844), GB-Lbl, I-Gl |                                                   | |
| 485 |         | O come bello con onde chiare (« Tirsi e Clori »)                                                                    | S,S [duo]                      |                   | D-Münster, F-Pn (VM7-22 fos 82v-84) |                                                   | |
| 486 | 454.440 | O de’ pastori diletto stuolo (« L'agnellino »)                                                                      | S                              |                   | F-Pn (RES VMC MS-68/fo 110), GB-Lbl, GB-Lcm, I-Gl |                                                   | |
| 488 | 388/47  | O di Betlemme altera povertà                                                                                        | S                              | 1695              | GB-Lbl (Add. Ms. 14165, fos 202r-217v), Naples | EKB, King.                                        | Cantate de Noël. Dent cite comme auteur Antonio Ottoboni, mais sans donner de source. (RISM 806154091). |
| 489 |         | O di fere e d’augelli che ti ricetti                                                                                | S                              |                   | I-Ac, B-Br, D-Münster, I-Nc, I-NT, I-Vgc |                                                   | |
|     |         | O dolce servitù | S                              |                   | I-MOe |                                                   | |
| 490 |         | Oh Dio, che viene amore                                                                                             | S                              |                   | GB-Lam, I-Nc, US-NHub |                                                   | |
| 493 | 449     | O Mitilde, fosti meco tiranna                                                                                       | S                              |                   | B-Bc, GB-Lcm, I-Gl, I-Vgc, US-R |                                                   | |
| 495 | 455.452 | O pace del mio cor                                                                                                  | S                              |                   | A-Wgm, D-KNu, D-Münster, F-Pn, GB-Lbl, GB-Lcm, I-Fc, I-Mc, I-MC, I-MOe, I-Nc, I-Vlevi | COD                                               | Le poète, lassé, cherche la paix dans la nature. |
| 496 | 456.453 | O pace del mio cor                                                                                                  | S, A                           |                   | GB-Cfm, GB-Lbl |                                                   | |
| 497 |         | O penosa lontananza                                                                                                 | S, B                           |                   | D-B, D-Münster, D-SWl, F-Pn, I-Nc, RUS-Mk, US-NHub | RIC                                               | |
| 498 |         | O sol degl'occhi miei                                                                                               | S                              | 31 décembre 1704  | F-Pn (RES VMC MS-67), GB-Lbl, GB-Lcm, I-Nc, I-Vgc, US-NHub (Osborn Music, Ms. 2/15), US-R |                                                   | |
| 501 | 458.473 | O voi di queste selve abitatrici                                                                                    | S, A                           |                   | A-Wgm, D-Hs, F-Pn, GB-Lbl, GB-Lam, I-Fc, I-Mc, I-Nc, I-Rsc, I-Vnm |                                                   | |
| 502 | 453.434 | Occhi miei ch'al pianto avvezzi                                                                                     | A                              |                   | D-B |                                                   | |
|     |         | Occhi miei che pagaste                                                                                              | S                              |                   | I-Nf |                                                   | |
|     |         | Omai dal cielo al più sublime punto                                                                                 | S                              |                   | F-Pn |                                                   | |
|     |         | Ombre tacite e sole                                                                                                 | S, cordes                      | 31 octobre 1716   | GB-Lbl (Zweig MS 76) | COD, FBC.                                         | Le cri du cœur d'un amant trompé. |
| 508 |         | Or ch’in petto d’Eurilla (« Eurilla placata »)                                                                      | S                              |                   | D-Mbs, D-Münster, F-Pn (D-11858 fo 33-36) |                                                   | |
|     |         | Or che barbara sorte                                                                                                | S                              |                   | F-Pn |                                                   | |
| 511 |         | Or che di Febo ascosi                                                                                               | S, 2 violons                   | 1704              | D-Münster, I-Nc | EMA                                               | |
|     |         | Or che di te son privo                                                                                              | S                              |                   | F-Pn, GB-Lbm, GB-Lcm |                                                   | |
|     |         | Or che di Teti in seno                                                                                              | S                              |                   | F-Pn, GB-Lcm, I-Rsc |                                                   | |
| 514 |         | Or che graditi orrori                                                                                               | S                              |                   | D-Münster (Ms. 863), GB-Lcm (Ms.581) |                                                   | Introduction, fac-similé (Münster) et partition |
| 515 |         | Or che graditi orrori                                                                                               | S                              |                   | D-Münster |                                                   | |
| 517 |         | Or che lungi son io                                                                                                 | S                              |                   | D-Mbs, F-Pn, GB-Lbl, I-Baf, I-Mc, I-Nc |                                                   | |
|     |         | Or che spunta nel prato                                                                                             | S                              |                   | US-NHub |                                                   | |
| 521 | 467     | Ove al Sebeto in riva                                                                                               | S                              |                   | GB-Lcm, I-Gl, I-Nc, US-R |                                                   | |
| 522 |         | Ove fuor del mio seno (« Il sospiro »)                                                                              | S                              |                   | A-Wgm, D-Mbs, D-Münster, F-Pn (D-11844), GB-Lbl |                                                   | |
|     |         | Ove il fiorito impero mostra                                                                                        | S                              |                   | D-Mbs, I-Mc, I-MOe |                                                   | |
| 524 | 458.470 | Ove in grembo a la pace (« Desio di solitudine »)                                                                   | S                              |                   | B-Bc (15436), D-Münster (Hs 3909/2), GB-Lam (Ms.129), I-Bc (V.199), I-CBp (Ms. Musicali 2 fos 51r-56), I-Gl (a.1.5), I-PLcon (Pisani 2) |                                                   | |
|     |         | Ove placido e cheto                                                                                                 | S                              |                   | F-Pn |                                                   | |
|     |         | Parte da me Cupido                                                                                                  | S                              |                   | F-Pn |                                                   | |
|     |         | Pastor d’Arcadia, è morta Clori                                                                                     | S                              |                   | GB-Lcm |                                                   | |
| 531 |         | Peno, e del mio penar                                                                                               |                                | 28 août 1705      | US-NHub (Osborn Music, Ms. 2/33) |                                                   | |
| 532 |         | Pensier che in ogni parte                                                                                           | S, A                           |                   | D-Mbs, F-Pn, I-Nc |                                                   | |
| 535 |         | Penso che non ho core (« Piangi la lontananza della sua donna [bella] »)                                            | S                              | 1705              | A-Wn, D-Mbs, D-Münster, F-Pn (RES VMC MS-68/fo 57 / D-11844), GB-Lbl, I-Mc (L.22.19), I-PLc | Fiche sur cantataitaliana.it                      | |
|     |         | Per destin d’ingrato amore                                                                                          | T                              |                   | F-Pn |                                                   | |
| 538 |         | Per formare la bella ch'adoro (« Ritratto di Clori »)                                                               | S                              |                   | D-Dl, F-Pn (IFN-10507171), F-Sim, US-NHub |                                                   | |
|     |         | Per tormentarmi il core                                                                                             | S                              |                   | D-B |                                                   | |
| 546 |         | Per un momento solo (« Lo sfortunato »)                                                                             | S, A                           |                   | D-B, D-Mbs, D-Münster, F-Pn (RES VMC MS-68/fo 102 / D-11844), GB-Lbl, I-Gl, I-Mc, I-Nc, US-R, US-Wc |                                                   | |
| 547 |         | Per un vago desire (« La lezione di musica »)                                                                       | S                              |                   | D-KNu, F-Pn, GB-Lcm, I-Baf, I-MAC, I-Mc, I-Nc, I-NT, I-Vgc | LRA                                               | |
| 548 | 462.500 | Per un volto di gigli e di rose                                                                                     | S                              |                   | GB-Lam |                                                   | |
| 549 |         | Perché mai luci amorose                                                                                             | S                              |                   | F-Pn, I-Nc |                                                   | |
|     |         | Per celeste bellezza                                                                                                | S                              |                   | D-Münster (Hs 861/3) |                                                   | |
| 550 |         | Perchè sospiri o Niso (« Doralbo e Niso »)                                                                          | S, A                           |                   | D-Dl, F-Pn (RES VMC MS-68 fo 68), US-NHub | SYL                                               | |
| 551 |         | Perchè tacete regolati concenti ?                                                                                   | A, 2 violons                   | c.1694            | D-Münster, F-Pn (IFN-10507171), F-Sim | COD, BRI                                          | Serenata con violini & basso |
| 552 |         | Perde al vostro confronto                                                                                           | S, 2 violons                   |                   | D-Münster |                                                   | |
| 553 |         | Perdono Amor, perdono                                                                                               | A                              | 6 juin 1702       | D-Münster (3987/2), AUT, F-Pn, US-NYp |                                                   | Ms. autographe (D-Münster 3987), (RISM 451022994) |
| 554 |         | Perdono Amor, perdono                                                                                               | S                              | 29 octobre 1704   | F-Pn (RES VMC Ms-75), GB-Lbl, I-Baf, I-Nc, I-Rvat, US-NHub (Osborn Music, Ms. 2/7) |                                                   | lire en ligne sur Gallica |
| 555 | 461.490 | Perfida Filli ingrata (« Costanza »)                                                                                | S                              | 27 juillet 1705   | GB-Lbl, GB-Lcm (Ms.579), US-NHub (Osborn Music, Ms. 2/32) |                                                   | Ms. autographe (GB-Lcm) |
| 556 |         | Piagge fiorite, ameni prati                                                                                         | S                              |                   | F-Pn (RES VMC MS-67), I-PLc, I-Nc |                                                   | |
| 557 |         | Piagge fiorite e amene                                                                                              | S                              | 28 août 1716      | F-Pn (RES VMC MS-67), I-Vgc |                                                   | |
| 560 | 463.504 | Piangi la tua sventura                                                                                              | S                              |                   | D-Mbs, D-Münster, GB-Lbl, GB-Lcm, I-MOe, I-Nc, I-Vnm |                                                   | |
|     |         | Piango, sospiro, e peno                                                                                             | S                              |                   | GB-Lcm, GB-Bl (Add. Ms. 31506) |                                                   | |
| 563 | 389.55  | Piango, sospiro, e peno                                                                                             | A, 2 violons                   |                   | GB-Lbl |                                                   | |
| 565 | 463.508 | Più non si puole amar                                                                                               | S                              |                   | F-Pn (D-11858 fo 23-31r), GB-Lbl, I-Rama |                                                   | |
| 566 | 464.509 | Più veggio Lidia mia                                                                                                | S                              |                   | F-Pn, GB-Lbl |                                                   | |
|     |         | Poi che a Tirsi infelice                                                                                            | S                              |                   | GB-Lcm, I-MOe, I-Mc, I-Nc |                                                   | |
| 568 | 511     | Poichè cessano al fin                                                                                               | S                              | 1708              | GB-Lcm (583), GB-Lbm (Add. 31511), I-LEpastore, I-Vgc |                                                   | |
|     |         | Poi che l’Ercole argivo (« Lisimaco, Re di Traccia »)                                                               | S                              |                   | F-Pn |                                                   | |
| 572 | 464.515 | Poi ché riseppe Orfeo                                                                                               | S                              |                   | B-Lbl (Add. Ms 31511/7 fo 56) | CON, HMK                                          | |
|     |         | Porto il cor incatenato                                                                                             | S                              |                   | F-Pn |                                                   | |
| 576 |         | Presso il balcon dell'incostante Nisa                                                                               | S                              | 15 juin 1699      | D-Münster (Hs 3909/17) |                                                   | |
| 578 | 389.57  | Prima d’esservi infedele (« Clori fedele »)                                                                         | S, 2 violons                   |                   | I-Fc, I-MC |                                                   | Texte de Pamphilj (avec refrain). |
| 581 |         | Qual bellezza divina?                                                                                               | S                              |                   | B-Bc, F-Pn, I-MOe |                                                   | |
| 582 |         | Quale al gelo s’adugge                                                                                              | S                              | 25 janvier 1705   | US-NHub (Osborn Music, Ms. 2/20) |                                                   | |
| 590 |         | Quando credeva il core                                                                                              | S                              | 16 octobre 1702   | D-Münster (3987/4), AUT, I-Rama, I-PLc |                                                   | Ms. autographe (D-Münster 3987), (RISM 451022996) |
| 591 |         | Quando l'umide ninfe                                                                                                | S                              | 8 novembre 1704   | GB-Lcm, US-NHub |                                                   | |
|     |         | Quando il fato un cor bersaglia                                                                                     | S, S                           |                   | US-NHub |                                                   | |
| 593 |         | Quando mai troverò d’Amor                                                                                           | S                              | 7 janvier 1705    | US-NHub (Osborn Music, Ms. 2/17) |                                                   | |
|     |         | Quando penso a Daliso                                                                                               | S                              |                   | GB-Lcm, I-Rvat |                                                   | |
| 598 | 538     | Quante le grazie son                                                                                                | A                              | 4 juin 1703       | A-Wn, US-R |                                                   | |
| 599 | 467.539 | Quanti affanni ad un core (« Lontananza in amore »)                                                                 | S                              |                   | B-Bc, D-B, D-LEm, D-SWl, F-Pn, GB-Lbl, GB-Mp, I-Nc, I-Rvat US-R |                                                   | Ms. autographe (GB-Lcm) |
| 602 |         | Quanto piace agl’occhi miei                                                                                         | S                              |                   | D-KNu, F-Pn, GB-Lcm, I-Nc |                                                   | |
| 605 | 546     | Quel Fileno infelice                                                                                                | S                              | 24 septembre 1705 | US-NHub (Osborn Music, Ms. 2/35) |                                                   | Manuscrit autographe |
| 606 |         | Quel pastor sì gentile                                                                                              | S, 2 violons                   |                   | D-Münster |                                                   | |
| 607 |         | Quel piacer che nell'amarti                                                                                         | S                              | 26 octobre 1704   | GB-Lcm, US-NHub (Osborn Music, Ms. 2/5) |                                                   | |
| 608 | 469.549 | Quel ruscelletto, o Clori                                                                                           | S                              |                   | D-MEIr, GB-Lcm |                                                   | |
| 609 |         | Quella, che chiudo in sen fiamma                                                                                    | S                              | 25 février 1705   | US-NHub (Osborn Music, Ms. 2/22) |                                                   | |
| 610 |         | Quella pace gradita                                                                                                 | S, flûte, violon               |                   | D-Münster (Hs 864/2 et Hs 3921) | EMA, ALL, CHF, BRR, GLO                           | Ms. autographe (D-Münster MÜs hs 864) |
|     |         | Quest’è il giardin felice                                                                                           | S                              |                   | GB-Lcm |                                                   | |
| 612 |         | Questa è la selva                                                                                                   | S, A                           |                   | F-Pn, I-Baf, I-Nc |                                                   | |
| 613 |         | Questa vermiglia rosa (Sarei troppo felice)                                                                         | S                              | 30 janvier 1705   | US-NHub (Osborn Music, Ms. 2/21) | LRA                                               | |
| 614 | 469.553 | Queste torbide e meste onde                                                                                         | S                              |                   | F-Pn (RES VMC Ms-75), GB-Lbl, GB-Lcm, I-Nc, I-Rsc, US-Bc |                                                   | lire en ligne sur Gallica |
| 615 | 554     | Questo di bei giacinti serto                                                                                        | S, A                           |                   | GB-Lcm, I-Gl, US-R |                                                   | |
| 616 |         | Questo silenzio ombroso (« Il sonno »)                                                                              | S, A                           |                   | | SYL, VIR                                          | |
| 617 |         | Qui dove a piè d’un colle                                                                                           | S                              |                   | D-Münster, F-Pn, I-Nc |                                                   | |
| 618 | 470.555 | Qui dove alfin m’assido (« Il rosignuolo »)                                                                         | S                              |                   | D-LEm, F-Pn (RES VMC Ms-75), GB-Lbl, GB-Lcm, I-Nc, I-Vgc, US-R | SCN, RFV                                          | La dernière aria, Quel bel canto è si grato, prend la forme d'un canon. lire en ligne sur Gallica |
| 619 |         | Qui dove aure ed augelli                                                                                            | S                              |                   | GB-Lcm, US-NHub (Osborn Music, Ms. 2/19) |                                                   | |
| 621 | 470.559 | Qui vieni ingrata Fille                                                                                             | S                              |                   | GB-Lbl, GB-Lcm, I-BGi, I-Gl, I-Mc, I-Nc, I-Vgc, I-Vnm, US-Wc |                                                   | |
|     |         | Radamisto è portento che Zenobia                                                                                    | S                              |                   | D-B |                                                   | |
| 623 |         | Regie soglie, alte moli                                                                                             | S                              |                   | D-KNu, D-Mbs, D-MEIr, F-Pn, GB-Lcm, I-Baf, I-Nc, US-AAu |                                                   | |
|     |         | Restava al mesto Aminta                                                                                             | S                              |                   | US-NH |                                                   | |
| 624 |         | Ritardati momenti, egre dimore                                                                                      | S                              |                   | F-Pn (IFN-10507171), F-Sim |                                                   | |
| 629 |         | Sanno, o Filli adorata                                                                                              | S                              |                   | F-Pn (RES VMC MS-67) |                                                   | |
| 630 |         | Sarà pur vero, o stelle ?                                                                                           | S                              |                   | D-Münster, GB-Lcm |                                                   | |
| 631 |         | Sarei troppo felice                                                                                                 |                                | 30 avril 1701     | D-MÜs (3987) |                                                   | texte de Benedetto Pamphilj. La date apparaît dans le manuscrit, mais pourrait être une réécriture d'une œuvre plus ancienne. |
| 632 |         | Sazio di più soffrire                                                                                               | S                              |                   | D-Münster, E-Mn, F-Pn |                                                   | Ms. autographe (D-Münster) |
| 634 |         | Sciolgo in lagrime amare                                                                                            | S                              | 1699              | F-Pn, GB-Lcm, I-BGi, I-Nc |                                                   | |
| 635 |         | Sciolta da freddi amplessi (« Marito vecchio, sposa giovane »)                                                      | S                              | 1er mai 1704      | D-Mbs, D-Münster, F-Pn (D-11844) |                                                   | |
| 636 |         | Scompagnata tortorella (« La tortorella »)                                                                          | S                              |                   | D-Bsa, D-Mbs, D-Münster (Hs 861/16), E-ESCsl, F-Pn (D-11844), GB-Lcm, I-Vnm |                                                   | |
| 637 |         | Scorgo il fiume e scorgo il rio (« La primavera »)                                                                  | S, A                           |                   | D-Münster, F-Pn (RES VMC Ms-75), GB-Lbl |                                                   | lire en ligne sur Gallica |
| 640 | 473.580 | Se a quel fiero dolor (« L’amante non corrisposto lascia di amare »)                                                | S, A                           |                   | D-Mbs, D-Münster, F-Pn (D-11844), GB-Lam, GB-Lbl, I-Mc, I-Vnm, US-Wc |                                                   | |
|     |         | Se amassi da dovero (« L’infedeltà »)                                                                               | S                              |                   | GB-Lcm |                                                   | |
| 642 | 473.579 | Se amor con un contento                                                                                             | S                              |                   | D-LEm (III.5.27), D-Münster (Hs 861/2), F-Pn (RES VMC MS-69/20), GB-Lbl |                                                   | Cette cantate a été jouée par le Collegium Musicum de Leipzig sous la direction de Bach vers 1734, date du manuscrit copié par son élève, Carl Gotthelf Gerlach, qui a repris la direction de l’ensemble après Bach, entre 1737 et 1739,.                     |
| 646 |         | Se mai Clori gentile                                                                                                | S                              |                   | D-Münster, F-Pn, GB-Lcm, I-Mc, I-Nc |                                                   | |
| 647 |         | Se nell'amar Coriste                                                                                                | S                              |                   | D-B, US-NHub |                                                   | |
| 648 |         | Se per amor quest’alma                                                                                              | S                              |                   | I-MC, I-Nc |                                                   | |
|     |         | Se tu parti io morirò (« L’Armida »)                                                                                | S                              |                   | F-Pn |                                                   | |
| 650 |         | Se vagheggio nel mattino                                                                                            | S                              |                   | D-Münster, GB-Lcm |                                                   | |
| 651 |         | Sedeva Eurilla un giorno (« Esagerationi d’Eurilla »)                                                               | S                              |                   | GB-Lcm, I-PLc, US-NH |                                                   | |
| 652 | 474.588 | Senti, bell’idol mio (« Bella donna prega ad essere amata »)                                                        | S                              |                   | D-Münster, GB-Lbl, GB-Lcm |                                                   | |
| 653 |         | Senti, bella crudele                                                                                                | S                              |                   | F-Pn (D-11858 fo 59-63), GB-Lcm |                                                   | |
|     |         | Sentite, o tronchi, o sassi                                                                                         | S, A                           |                   | GB-Ob, I-Nc?, I-Pca, I-Vnm |                                                   | |
| 655 |         | Sento nel core certo dolore (« S’allontana per non innamorarsi »)                                                   | S, A                           |                   | D-Mbs, D-Münster, F-Pn (D-11844), GB-Lbl, I-Mc | SCN, LRA                                          | |
| 657 |         | Serba il mio cor costante                                                                                           | S                              |                   | B-Bc, F-Pn |                                                   | |
| 658 |         | Sì, conosco, o Mitilde                                                                                              | S                              |                   | I-Gl, I-Nc, I-Vnm, US-AAu, US-NH |                                                   | |
| 659 |         | Sì, t’intendo, tu vuoi ch’io non pensi (« Non può scordarsi della sua dama »)                                       | S, A                           | 1706              | D-B, D-Mbs, D-Münster, F-Pn (D-11844), I-Fc, I-Mc (L.22.18) |                                                   | Fiche sur cantataitaliana.it |
| 660 |         | Siamo in contesa, la bellezza ed io                                                                                 |                                | 1702              | D-Münster |                                                   | Texte de Pamphilj (avec refrain). Ms. autographe (D-Münster). |
| 661 |         | Siete uniti a tormentarmi                                                                                           | A, 2 violon                    |                   | D-Dl |                                                   | |
| 662 |         | Silenzio, aure volanti                                                                                              | S, 2 violons                   |                   | D-Münster, GB-Ob, F-Pn (RES VMC MS-147) |                                                   | |
| 664 |         | Solitudini amene, bersaglio d'empia sorte                                                                           | S                              | 15 avril 1705     | F-Pn (RES VMC MS-68/fo 25), GB-Lcm, US-AAu, US-NHub (Osborn Music, Ms. 2/25) |                                                   | |
| 665 | 476.601 | Solitudini care, in voi spera                                                                                       | S                              |                   | D-Münster, F-Pn, GB-Lbl, GB-Lcm, I-Mc, I-Nc |                                                   | |
|     |         | Son contento non m'amate                                                                                            | S                              |                   | US-NHub |                                                   | |
| 667 | 476.603 | Son io barbara donna                                                                                                | A                              |                   | D-KNu, D-Münster, GB-Lbl, I-A, I-Gl, I-Nc, I-PAc |                                                   | |
| 668 |         | Son le nere pupilette                                                                                               | A                              | 12 mars 1702      | D-Münster, F-Pn, I-Pca, US-NYp |                                                   | |
|     |         | Son pur care la catene                                                                                              | S, A                           |                   | | Tactus                                            | |
| 670 | 477.607 | Son quest’ultimi momenti                                                                                            | S [, A]                        |                   | D-Münster, F-Pn (D-11858 fo 97-100r), GB-Lbl, GB-Ob, I-Rama, US-R |                                                   | |
|     |         | Sopra le verdi sponde che la Brenta                                                                                 | S                              |                   | GB-Lcm?, I-Nc, I-PLc |                                                   | |
|     |         | Sopra le verdi sponde del Sebeto                                                                                    | S                              |                   | GB-Lcm |                                                   | |
| 675 |         | Sorge l’alba e torna il dì                                                                                          | S                              |                   | D-SHs, GB-Lam, I-MC, S-N |                                                   | |
|     |         | Sotto l’ombra d’un faggio                                                                                           | B, violon                      |                   | I-Fc, I-Nc (34.5.9 fos 102v-107r) | RIC                                               | |
| 678 | 390.65  | Sotto l’ombra d’un faggio                                                                                           | S, 2 violons                   |                   | GB-Lam, I-MC |                                                   | |
|     |         | Sovente amore mi chiama                                                                                             |                                |                   | I-Pca | TAN                                               | |
| 682 | 614     | Sovra questi fecondi ameni colli                                                                                    | S                              | 3 novembre 1704   | US-NHub/US-NHo (Osborn Music MS2) |                                                   | Autographe |
| 686 |         | Spiega l’ali il mio pensiero (« Lontananza »)                                                                       | S                              | 1702 ou 1704      | D-Mbs, D-Münster, F-Pn (D-11844), I-Mc |                                                   | |
|     |         | Splendeano in bel sembiante                                                                                         | B                              |                   | F-Pn (Ms. 4234 fos 1r-16r) |                                                   | |
|     |         | Stanco di più soffrire a voi ritorno                                                                                | S                              |                   | GB-Lcm |                                                   | |
| 692 |         | Stravagante è l’amor (« Fileno amante di Clori, Irene, e Nice »)                                                    | S                              | 1720              | D-Hs, F-Pn, GB-Lcm, I-Rsc |                                                   | |
|     |         | Stravagante non è l’amore                                                                                           | S                              | 1720              | F-Pn, I-Ac, I-Nc |                                                   | |
| 695 | 627     | Su bel seggio di fiori                                                                                              |                                | 21 mai 1705       | US-NHub (Osborn Music, Ms. 2/27), D-Münster (Hs 3903/7) |                                                   | |
| 696 |         | Su l’ora appunto che col carro d’oro (« La fenice »)                                                                | S, 2 violons                   | 1703              | D-Münster, F-Pn (RES VMC MS-68/fo 1) |                                                   | lire en ligne sur Gallica |
| 698 |         | Su la sponda del mare (« L'Olimpia »)                                                                               | S, 2 violons, alto             |                   | A-Wn (SA.67.G.100), | CPF                                               | |
| 699 | 480.629 | Su la sponda fiorita d’un rio pargoleggiante (« L’Adone »)                                                          | S                              |                   | F-Pn, GB-Lbl, I-Bc |                                                   | |
| 701 |         | Su le fiorite sponde                                                                                                | S                              |                   | D-Hs, GB-Lcm, I-Fc |                                                   | |
| 703 |         | Su le sponde d’Abbido (« Il Leandro »)                                                                              | S                              | 1693              | F-Pn, I-Nc |                                                   | |
| 705 | 390.68  | Su le sponde del Tebro                                                                                              | S, trompette, 2 violons        |                   | A-Wgm, D-Bsa (SA 1447),, D-Münster, F-Pn (RES VMC MS-68/fo 130), GB-Lbl (Add. 31487 fos 43r-61v}), I-Fc (D 2364) | DGS, DGM, EMD, SOB, HYY, CAZ, LIG, CPF, SIG…      | Un amour non partagé et tragique. |
| 706 |         | Sul margine d'un rio (« Elpino tradito »)                                                                           | S, A                           |                   | F-Pn, I-MOe, I-Nc, I-Vnm |                                                   | |
| 707 |         | Sul margine d’un rivo cui facevan ricamo                                                                            | S, 2 violons                   |                   | D-Münster, F-Pn |                                                   | |
| 708 |         | Sul margine fiorito                                                                                                 |                                | 4 décembre 1704   | US-NHub |                                                   | |
| 711 |         | Taccio e tacendo moro (« Amante tacito »)                                                                           | A                              |                   | A-Wn, D-Münster (Hs 3909/14), F-Pn (RES VMC MS-68/fo 43) |                                                   | lire en ligne sur Gallica |
|     |         | Taci, infedele Amore                                                                                                | S                              |                   | F-Pn, GB-Lcm, I-Gl, I-Nc |                                                   | |
| 713 |         | Talor per suo diletto                                                                                               | S                              |                   | B-Br, D-Münster, GB-Lcm, I-Ac, I-MC, I-Nc, I-NT, I-Vgc |                                                   | texte de Silvio Stampiglia. |
|     |         | Tante bellezze insieme                                                                                              | S                              |                   | F-Pn |                                                   | |
| 715 |         | Tanto strano è l'amor mio                                                                                           | S                              | avril 1697        | D-Münster (Hs 3909/19) |                                                   | |
| 716 |         | Temo d'amarti poco                                                                                                  | S                              |                   | F-Pn (RES VMC MS-68/fo 168) |                                                   | |
| 717 |         | Tenebrose foreste                                                                                                   | S                              |                   | F-Pn, GB-Lcm, I-Nc |                                                   | |
| 720 |         | Tiranna ingrata, che far dovrò                                                                                      | B, 2 violon                    |                   | I-Nc |                                                   | |
| 721 |         | Tiranno di mia fè                                                                                                   | S                              |                   | I-Vnm |                                                   | |
| 722 |         | Tirsi mentr'io dormiva                                                                                              | S                              |                   | D-Mbs |                                                   | |
| 723 |         | Tirsi pastore amante (« Pastorello innamorato che va in traccia della sua ninfa »)                                  | S, 2 violons                   |                   | D-Münster, F-Pn (D-11858 fo 71-84), E-Mn |                                                   | |
| 724 | 483.650 | Tormentatemi pur, furie d'amore                                                                                     | S, A                           |                   | GB-Lbl |                                                   | |
| 725 |         | Torna al sen dolce mia pace                                                                                         | S                              |                   | I-Vnm |                                                   | |
|     |         | Torna il giorno fatale (« Anniversario amoroso »)                                                                   | S?                             |                   | | perdue                                            | |
| 727 |         | Tra l'ombre più secrette                                                                                            | S, A                           |                   | B-Br, D-Hs |                                                   | |
| 728 |         | Tra le pompe fiorite                                                                                                | A                              |                   | D-Münster | ASS                                               | |
|     |         | Tra queste ombrose piagge                                                                                           | S                              |                   | GB-Lcm |                                                   | |
|     |         | Tra solitarie balze                                                                                                 | S                              |                   | I-Fc, US-AAu |                                                   | |
| 731 |         | Tra speranza e timore                                                                                               | B, 2 violon                    |                   | GB-Lbl (Add. 14166 fo 93r-101r) | ASS                                               | |
| 732 |         | Tra verdi piante ombrose                                                                                            | S                              |                   | D-KNu, F-Pn, I-Mc, I-MOe |                                                   | |
| 733 |         | Troppo care, troppo belle (« Amante contento »)                                                                     | S                              |                   | A-Wn, D-Mbs, D-Münster, F-Pn (D-11844), US-NYp |                                                   | |
|     |         | Troppo ingrata Amaranta                                                                                             | S                              |                   | GB-Lcm, I-Gl, I-Mc, I-Nc |                                                   | |
|     |         | Troppo oppressa dal sonno                                                                                           | S                              |                   | GB-Lcm (Ms.579) |                                                   | incomplète |
| 736 |         | Tu che una dea rassembri                                                                                            | S, 2 violons                   |                   | D-Münster |                                                   | |
| 737 |         | Tu mi chiedi s'io t'amo                                                                                             | S                              |                   | D-Münster, GB-Lcm |                                                   | |
| 738 |         | Tu mi lasciasti, o bella                                                                                            | S                              | avril 1698        | D-Münster (Hs 3909/1), F-Pn, I-PLc |                                                   | |
| 739 |         | Tu parti, idolo amato (« Cantata di lontananza »)                                                                   | S, A                           |                   | D-KNu, D-Münster, E-Mn, F-Pn (RES VMC MS-68/fo 37), I-Mc (L.22.21), I-Nc, US-NYp | RFV                                               | Fiche sur cantataitaliana.it ; |
| 740 |         | Tu parti, idolo amato (« Amante che parte a bella donna che resta »)                                                | S                              |                   | I-Gl, I-Nc |                                                   | |
| 741 |         | Tu resti, o mio bel nume                                                                                            | B, 2 violon                    |                   | B-Br, I-Nc | RIC                                               | |
| 742 |         | Tu resti, o mio bel nume (« Bella donna che parte al suo amante che resta »)                                        | S                              |                   | D-Münster |                                                   | |
| 743 |         | Tu sei quella, che al nome (« Bella dama di nome santa »)                                                           | A, flûte, 2 violons            |                   | I-MC, I-Nc 264 (23) | CHF, RES, BRR, GLO                                | |
| 744 |         | Tutt'acceso d'amore                                                                                                 | S, A                           |                   | D-B, I-Nc, I-PLc, I-Rama |                                                   | |
|     |         | Un cervello frenetico ch’amò                                                                                        | S                              |                   | F-Pn |                                                   | |
| 670 |         | Un giorno Amor la benda si disciolse                                                                                | S                              |                   | D-Bsa, GB-Lcm |                                                   | |
|     |         | Un incredula speranza                                                                                               | S                              |                   | GB-Lcm |                                                   | |
| 753 |         | Un Tantalo assetato                                                                                                 | S                              |                   | GB-Lcm, I-Nc |                                                   | |
| 754 | 485.667 | Una beltà ch'eguale                                                                                                 | S                              |                   | D-Hs, D-SWl, F-Pn (D-11858 fo 37-42r), GB-Lbl, I-Rama |                                                   | |
| 755 |         | Và pur lungi da me                                                                                                  |                                | 8 octobre 1704    | US-NHub (Osborn Music, Ms. 2/2) |                                                   | Ms. autographe (US-NHub) |
| 758 |         | Vaghe tende adorate                                                                                                 | S                              |                   | D-Münster, F-Pn |                                                   | |
| 759 |         | Vaghi fonti di luce (« Occhi neri »)                                                                                | S                              |                   | D-Mbs, D-Münster, F-Pn (D-11844), GB-Lbl |                                                   | |
| 760 |         | Vago il ciel non saria                                                                                              | S                              |                   | D-Münster, E-Mn |                                                   | |
| 761 |         | Vedi, Eurilla, quel fior (« Cantata per camera per l’ecc.mo Duca di Maddaloni »)                                    | S, cordes                      | janvier 1725      | D-HVs, S-Smf* |                                                   | |
| 762 |         | Vedi, Fille, quel sasso                                                                                             | S                              |                   | B-Br, D-Münster, F-Pn, I-As, I-Mc, I-Nc, I-NT, US-AAu |                                                   | |
| 763 | 487.683 | Veggio l'idolo mio                                                                                                  | S                              |                   | F-Pn, GB-Lbl |                                                   | |
| 765 |         | Venne ad Amor desio                                                                                                 |                                | 29 avril 1705     | US-NHub (Osborn Music, Ms. 2/27 ) |                                                   | |
|     |         | Viddi un giorno un fiumicello                                                                                       | S                              |                   | F-Pn |                                                   | |
| 771 |         | Vo narrando a quel ruscello                                                                                         | S                              |                   | D-B |                                                   | |
| 773 |         | Voi che dell'alma mia havete il vanto                                                                               | S                              |                   | F-Pn (IFN-10507171) |                                                   | |
| 775 | 489.693 | Voi giungeste, o vaghi fiori (« I fiori »)                                                                          | A                              |                   | CH-E, D-Mbs, D-Münster, F-Pn (D-11844), GB-Lbl | ASS                                               | |
| 776 | 489.694 | Voi mi dite tu sei bella                                                                                            | S                              |                   | GB-Lam |                                                   | |
| 778 | 489.697 | Vorrei, Filli adorata                                                                                               | S, A                           | 21 novembre 1705  | D-B, D-Mbs, D-MEIr, F-Pn, GB-Lbl |                                                   | |
|     |         | Vorrei un zeffiretto                                                                                                | S, A                           |                   | |                                                   | texte de Giambattista Felice Zappi et Giovan Mario Crescimbeni, extrait de leur églogue Il Ferragosto. |
| 779 |         | Vuoi ch'io spiri tra i sospiri (« Amante desideroso di morire per liberarsi dall’amore »)                           | S                              | 20 septembre 1699 | A-Wn, D-Münster (Hs 3909/20), D-SWl, F-Pn (D-11858 fo 85-88r) |                                                   | Attribuée également à Domenico. |
| 780 |         | Vuoi che mora incenerito                                                                                            | S                              |                   | D-B |                                                   | |
| 781 |         | Vuoi più, Filli crudele                                                                                             | A                              |                   | I-Nc |                                                   | |
| 782 | 490.701 | Zeffiretti che spirate                                                                                              | A                              |                   | GB-Lam |                                                   | |
| 783 |         | Zeffiretto che indrizzi il tuo volo                                                                                 | S                              | 14 décembre 1702  | A-Wn, D-B AUT, D-Münster, GB-Lbl, GB-Lcm |                                                   | Ms. autographe (D-Bds) |

Titres présumés : 
- Scocchi pur da due nere pupille, pour basse ; dans F-Pn (VM7-60) lire en ligne sur Gallica
- Caro ti stringo, pour voix ; dans F-Pn (VM7-60) lire en ligne sur Gallica
- Consolati e spera, pour voix ; dans F-Pn (VM7-60) lire en ligne sur Gallica
- Sembra un prato, pour voix ; dans F-Pn (VM7-60) lire en ligne sur Gallica
- Il Core si strugge, pour voix ; dans F-Pn (VM7-60) lire en ligne sur Gallica

## Bibliothèques
- A-Wgm - Vienne, Gesellschaft der Musikfreunde
- A-Wn - Vienne, Bibliothèque nationale autrichienne
- CH-E - Einsiedeln, Musikbibliothek, Kloster Einsiedeln
- D-Bds - Berlin, Deutsche Staatsbibliothek
- D-Müs - Münster, Santini-Bibliothek
- D-SWl - Schwerin, Landesbibliothek Mecklenburg-Vorpommern
- F-Pn - Paris, Bibliothèque nationale de France (fonds du Conservatoire)
- GB-Lbl - Londres, British Library
- GB-Lcm - Londres, Royal College of Music
- I-Baf - Bologne, Accademia Filarmonica
- I-CBp - Campobasso, Biblioteca Provinciale Pasquale albino di Campobasso
- I-Fc - Florence, Conservatorio Statale di Musica Luigi Cherubini
- I-Fk - Florence, Collezione Alessandro Kraus
- I-Mc - Monumento Nazionale di Montecassino
- I-Nc - Naples, Conservatorio di Musica San Pietro a Majella
- I-Pac - Parme, Biblioteca Palatina
- I-Rama - Roma, Bibliomediateca dell’accademia Nazionale di S. Cecilia
- US-AAu - Ann Arbor, University of Michigan
- US-Bp - Boston, Public Library
- US-NYp - New York, Public Library
- US-R - Rochester (NY), Sibley Music Library, University of Rochester, Eastman School of Music
- US-Wc - Washington, Library of Congress
- RUS-K - Kaliningrad

## Éditions
- Cantate a 1 e 2 voci col basso continuo, op. 1. Amsterdam, Estienne Roger 1701

## Discographie

### Entre 1950–2000
- DGS : Das italianische settecento. Su le sponde del Tebro (H.705) - Teresa Stich-Randall, soprano ; Helmut Wobisch, trompette ; Camerata Academica du Mozarteum de Salzbourg, dir. Bernhard Paumgartner (27 août 1952, Archiv)[81]
- EMO : Floro e Tirsi [H.19] ; Clori e Lisa compagne [H.386] – Elsie Morison et Jennifer Vyvyan, soprano ; Thurston Dart, clavecin et Desmond Dupré, viole de gambe (1957, L'Oiseau lyre/Decca) (OCLC 4023645)
- DGM : Su le sponde del Tebro (H.705) - Maria Stader, soprano ; Willy Bauer, trompette : Münchner Bach-Orchester, dir. Karl Richter (avril/mai 1962, DG 435 142-2)
- EMF : Infirmata vulnerata - Dietrich Fischer-Dieskau, baryton ; Helmut Heller, violon ; Aurèle Nicolet, flûte ; Edith Pitch-Axelfeld, clavecin (février 1963, EMI 5 68509 2) (OCLC 1040331487 et 33867851)
- HLS : Ferma omai, fugace e bella (H.259) - Henri Ledroit, haute-contre ; David Simpson, violoncelle ; Noëlle Spieth, clavecin (concert Anvers, février 1981, SY/Soltisce SOCD 160)
- SYL : Cantate et duetti da camera. Cleopatra, mia reina (H.121) ; Clori e Mirtillo (H.419) ; Perchè sospiri, o Niso ? (H.550) ; Questo silenzio ombroso (H.616) - Véronique Dietschy, soprano ; Alain Zaepffel, haute-contre ; Ensemble Gradiva (5 mars 1982, Adès 202172) (BNF 38246423)
- EMD : Su le sponde del Tebro (H.705) - Helen Donath, soprano ; Maurice André, trompette ; Academy of St. Martin-in-the-Fields, dir. Neville Marriner (1985, EMI) (BNF 38114930)
- SYL : Clori e Mirtillo (H.419) - Michèle Ledroit, soprano ; Henri Ledroit, haute-contre ; David Simpson, violoncelle ; Noëlle Spieth, clavecin (novembre 1985, SY/Soltisce SYCD 123) (BNF 38130681)
- HYD : La folia et 2 cantates. Correa nel seno amato (H.146) et Già lusingato appieno - Lynne Dawson, soprano ; The Purcell Quartet : Catherine Mackintosh, Elizabeth Wallfisch, violons; Richard Boothby, violoncelle; Robert Woolley, clavecin (29-31 avril/1er mai 1987, Hyperion CDA 66254) (OCLC 298446740)
- EMA : Cantates de chambre. Là dove a Mergellina (H.356) ; Cantata pastorale per la natività di Nostro Signore Gesù Cristo (H.488) ; Quella pace gradita (H.610) ; Hor che di Febo - Nancy Argenta, Chandos Baroque Players (février 1989, EMI 7 541176 2)[82] (OCLC 24686781)
- SOB : Duo baroque. Su le sponde del Tebro (H.705) - Kathleen Battle, soprano ; Wynton Marsalis, trompette ; Anthony Newman, clavecin (1990/1991, Sony) (BNF 38220039)
- NUE : Cantates avec flûte à bec : Ardo, è ver, per te d'amore (H.62) ; Clori mia, Clori bella (H.129) ; Filli che esprime la sua fede a Fileno (H.263) ; Tu sei quella che al nome (H.743) - Silvia Piccollo, soprano ; Stefano Bagliano, flûte à bec ; Roberto Balconi, alto ; Collegium pro musica, dir. Alan Curtis (23-25 mai 1992, Nuova Era 7162)  (OCLC 609985622)
- VIR : Cantates. Marc’Antonio e Cleopatra (H.121) ; E pur vuole il cielo e amore (H.233) ; Filli che esprime la sua fede a Fileno (H.263) ; Clori e Mirtillo (H.419) ; Ero e Leandro (H.379) ; Questo silenzio ombroso (H.616) - Gérard Lesne ; Sandrine Piau ; Il Seminario Musicale (18-20 décembre 1995, Virgin 5 45126 2)[83] (BNF 38351754)
- Cantates - (3CD Brilliant Classics 93355) (OCLC 191048224) — réunion de trois disques (dont le troisième est l’Intermezzi pour « Palandrana et Zamberlucco ») parus chez Tactus :
  - TAM Cantates de chambre. Bella madre de' fiori - Ensemble Aurora : Cristina Miatello, soprano ; Gloria Banditelli, contralto ; Guido Morini, clavecin ; Andrea Fossà, violoncelle (5-8 janvier 1988, Tactus) (OCLC 906567355)
  - TAN Cantates et duos : Ammore, brutto figlio de pottana (H.40) ; Sovente Amor mi chiama ; Son pur care le catene ; Clori mia, Clori bella (H.129) ; Dimmi crudele, e quando - Cristina Miatello, soprano ; Claudio Cavina, alto ; Giampaolo Fagotto, ténor ; Concerto Italiano, dir. Rinaldo Alessandrini (8-10 décembre 1990, Tactus 661901) (OCLC 822852214)
- HYY : Su le sponde del Tebro (H.705) - Deborah York, soprano ; Crispian Steele-Perkins, trompette ; The King's Consort, Robert King (7-9 février 1996, Hyperion CDH55354) (OCLC 762455220)
- OPS Abramo, il tuo sembiante, cantate per la notte di Natale - Concerto italiano, dir. Rinaldo Alessandrini (juin 1996, Opus 111 OPS30-156)[84] (OCLC 762490366)
- Arcadian Academy, Nicholas McGegan (4 CD Conifer et DHM) :
  - CON : Cantates, vol. 1. Già lusingato appieno ; L'Arianna (H.242) ; Poi che riseppe Orfeo (H.572) ; Bella madre dei fiori - Christine Brandes, soprano ; Arcadian Academy, dir. Nicholas McGegan (23-25 janvier 1996, Conifer Classics 75605512932) (OCLC 659099678)
  - COD : Cantates, vol. 2 : Ombre tacite e sole ; Il genio di Mitilde (H.314) ; Perchè tacete, regolati concenti ? (H.551) ; O pace del mio core (H. 495) ; Il rosignolo (H.317) ; Infirmata vulnerata - David Daniels, contreténor ; Arcadian Academy, dir. Nicholas McGegan (3 mars/1-2 avril 1998, Conifer 75605 51319-2) (OCLC 57488396)
  - COA : Cantates, vol. 3 : Nel silenzio comune ; Ferma omai (H.259) ; Clori vezzosa e bella (H.134) ; Piango, sospiro, e peno ; Non so qual più m'ingombra (H.476) - Brian Asawa, contreténor ; Arcadian Academy, dir. Nicholas McGegan (11-13 juin 1997, DHM 75605 51325-2) (OCLC 163826399)
  - DLD : Cantates, vol. 4 : Serenata Puote si poco Amor ; Clori e Lisa compagne [H.386] ; Filli e Clori [H.38] ; Floro e Tirsi [H.19] – Dominique Labelle et Christine Brandes, sopranos ; Arcadian Academy, dir. Nicholas McGegan (22-24 septembre 1999, DHM 77524 2)
- CAZ : Su le sponde del Tebro (H.705) - Ruth Ziesak, soprano ; Reinhold Friedrich, trompette (2000, Capriccio Records 10583)
- EKB : Non sò qual più m’ingombra [H. 476] ; O di Betlemme, altera poverta venturosa [H. 488] – Emma Kirkby, soprano ; London Baroque, Charles Medlam (2000, BIS)

### Après 2001~
- HMK : Cantates. Bella madre de' fiori ; Poi che riseppe Orfeo (H.572) ; Correa nel seno amato (H.146) - María Cristina Kiehr, soprano ; Concerto Soave ; Jean-Marc Aymes, clavecin/dir. (Harmonia Mundi HMC 901725)[85] (OCLC 717392433)
- CPO : Inferno : cantate drammatiche. Già lusingato appieno ; Notte ch'in carro d'ombre (H.480) ; Il Nerone (H.343) ; L'Orfeo (H.173) - Elisabeth Scholl, soprano ; Ensemble Modo Antiquo, dir. Federico Maria Sardelli (16-19 novembre 2004, CPO 777 141-2) (OCLC 238678124)
- LIG : Con voce festiva : Cantate e concerti. Clori mia, Clori bella (H.129) ; La fenice (H.696) ; Su le sponde del Tebro (H.705) - Isabelle Poulenard, soprano ; Serge Tizac, trompette ; Les Passions, dir. Jean-Marc Andrieu (28 novembre/1er décembre 2005, Ligia Digital Lidi 202167-06) (OCLC 163386561)
- NAX : Del lagrimoso lido (« Euridice dall’Inferno ») H.183 - Ars Lyrica Houston : Melissa Givens, soprano ; Barrett Sills, violoncelle baroque ; Richard Savino, archiluth ; Matthew Dirst, clavecin (20 septembre 2006, Naxos 8.570950)
- SCN : Io son pur solo [H.344]  ; Lascia, deh, lascia [H.369]; Il Rossignuolo [H.618] ; Sento nel core [H.655] ; Io morirei contento [GB-Lcm] ;  – Susanna Crespo Held, soprano ; Musica Poetica : Gianluca Capuano, clavecin ; Marco Testori, violoncelle baroque ; Rosario Conte, théorbe (1-3 octobre 2007, Naxos 8.551283)
- ALL : Bella Napoli. Quella pace gradita (H.610) - Ensemble Baccano : Tuuli Lindeberg, soprano ; Hanna Haapamäki, flûte à bec ; Mervi Kinnarinen, violon ; Jussi Seppänen, violoncelle ; Eero Palviainen, luth et guitare ; Markku Mäkinen, clavecin (novembre 2008, Alba ABCD 315) (OCLC 773190136) — avec des œuvres de Francesco Mancini, Domenico Scarlatti, Giuseppe Porsile et Nicola Porpora
- CPF : L'Olimpia (H.698) ; L'Arianna (H.242) ; Su le sponde del Tebro (H.705) - Adriana Fernandez, soprano ; Concerto de’ Cavalieri, dir. Marcello Di Lisa (22-25 février 2009, CPO 777 748-2) (OCLC 906158719)
- AVI : Conversazioni I, Cantates de la cour du cardinal. Clori vezzosa e bella (H.134) - Andrew Radley, contreténor ; ensemble Sounds Baroque, dir. Julian Perkins, clavecin (décembre 2009, Avie AV2197) (OCLC 793470346)
- CHF : Cantates et musique de chambre. Tu sei quella che al nome (« Bella dama di nome santa ») (H.743) ; Bella, s'io t'amo (H.62) ; Quella pace gradita (H.610) ; Non so qual più m’ingombra (H.476) - Clara Rottsolk, soprano (19–21 novembre 2009, Chandos) (OCLC 905270900)
- PAN : Fille, tu parti ? Oh Dio ! (H.270) - Francesca Cassinari,soprano ; Ensemble Stile galante, dir. Stefano Aresi (août 2011, Pan Classics PC 10266) (BNF 42639743)
- SIG : Su le sponde del Tebro (H.705) - Elin Manahan Thomas, soprano ; Crispian Steele-Perkins, trompette ; Armonico Consort, dir. Christopher Monks (16-18 février 2011, Signum)
- STV : Ardo è ver. Augellin, vago e canoro (H.68) ; Clori mia, Clori bella (H.129) ; Filli, tu sai ch'io t'amo (H.285) ; Mentre Clori la bella (H.413) – Valentina Varriale, soprano ; Tommaso Rossi, flûte à bec ; Ensemble Barocco di Napoli : Patrizia Varone, clavecin ; Raffaele di Donna, flûte à bec ; Ugo di Giovanni, archiluth ; Marco Vitali, violoncelle (29 avril-2 mai 2011, Stradivarius STR33922) (OCLC 1023592428)
- RFV : Il rosignuolo (H.618). Cantata di lontananza (H.739) – Renata Fusco, soprano ; Massimo Lonardi, archilute ; Matteo Mela, guitar baroque ; Lorenzo Micheli, theorbe, guitare baroque (7-9 septembre 2011, Stradivarius) (OCLC 879346017) — avec des arias extraites de La principessa fedele (1710) et Gli equivoci nel sembiante (1679) ; Sonate en trio K. 81 de Domenico.
- FBC Passo di pena in pena, cantates italiennes : Ombre tacite e sole [H. nc, GB-Lbl] — Flavio Ferri-Benedetti, contreténor ; Ensemble Il Profondo (octobre 2011, Cantus Records C9636) (OCLC 851602720) — avec Giovanni Bononcini, Pietro Antonio Locatelli, Nicola Porpora et Antonio Vivaldi.
- RES : Bella Dama, cantates baroques. Tu sei quella che al nome (« Bella dama di nome santa ») (H.743) ; Infirmata vulnerata - Raffaele Pé, contreténor ; Ensemble Spiritato! (2012, Resonus RE0115)
- REO : Bella s’io t’amo (H.62) ; Filli, tu sai s’io t’amo (H.285) - Emily Atkinson, soprano ; Ensemble Concentus VII : Louise Strickland, flûte )à bec ; Belinda Paul, hautbois et flûte à bec ; Amélie Addison, violoncelle ; Martin Knizia clavecin (août 2013, Resonus RE0142) — Avec des cantates de Haendel et Lotti.
- BRI : Cantates pour alto. Perchè tacete, regolati concenti ? (H.551) ; Filen, mio caro bene (H.263) - Gabriella Martellacci, alto ; Gruppo Instrumentale di Roma, dir. Giorgio Sasso (2014, Brilliant Classics 94440)
- ASS Fascinazione Arcadia : Lieti boschi, ombre amiche [H.384] ; Tra le pompe fiorite [H.728] ; Tra speranza e timore [H.731] ; I fior [H.775] ; E perché non seguite, o pastorelle [D-Münster HS 3975] – Anne Schmid (30 avril–2 mai 2014, Solo musica SM212) (OCLC 1033459144)
- SIS : L'Orfeo (H.173) - Akademie für Alte Musik Berlin (2015, Sony) — avec des cantates de Clerambault, Pergolesi et Rameau du même titre.
- BRR : Cantates et concertos pour flûte à bec : Bella dama di nome santa (H.743), Ardo è ver per te d'amore (H.62), Quella pace gradita (H.610) - Roberta Invernizzi, soprano ; Collegium Pro Musica (12-14 septembre 2017, Brilliant Classics) — avec les concertos pour flûte nos 22 et 23
- RIC : O penosa lontananza, Cantate da camera. Imagini d'orrore (H.319) ; O penosa lontananza (H.497) ; Sovra carro stellato ; Sotto l'ombra d'un faggio ; Fiero, acerbo destin (H.262) ; Tu resti, o mio bel nume (H.741) - Scherzi Musicali, dir. Nicolas Achten (21-24 janvier 2018, Ricercar RIC 396) (OCLC 1081174805)
- GLO : E perché non seguite, o pastorelle, Sconsolato rusignolo , Filen, mio caro (H. 263) ; Quella pace gradita (H. 610) ; Tu sei quella, che al nome (H 743) - La Ritirata, Josetxu Obregón, dir et violoncelle (septembre/octobre 2018, Glossa)
- KLA : L'Arianna (H.242) - Kate Lindsey, mezzo-soprano ; ens. Arcangelo, dir. Jonathan Cohen (août 2019, Alpha 576) (OCLC 1202706948) — avec des cantates de chambre de Haendel (Ah! Crudel, nel pianto mio, HWV 78) et Haydn (Arianna a Naxos, Hob. XXVIb:2).
- LRA : Cantate da camera, Al fin m’ucciderete, H 21 ; Là dove a Mergellina H 356 ; La Lezione di Musica H 547 ; Sarei troppo felice, H 631 ; Sento nel core certo dolore H 655 – Lucile Richardot, soprano ; Philippe Grisvard, clavecin (13-16 mars 2022, Audax ADX11206)

### Partitions
1. ↑  « A chi t'inganna bella tiranna, H. 2 » (partition libre de droits), sur l'IMSLP.
2. 1 2  « Ombre tacite e sole (1716), H. 21 » (partition libre de droits), sur l'IMSLP.
3. ↑  Al voler del bene amato, H.28 sur Gallica
4. ↑  La morte di Mitilde H.49 (BnF RES VMC MS-67) sur Gallica
5. ↑  Andate, o miei sospiri al cor d'Irene (BnF RES VMC Ms-75) sur Gallica
6. ↑  Andate, o miei sospiri al cor d'Irene H.53 sur internetculturale.it
7. 1 2  lire en ligne sur Gallica
8. ↑  Arder per due pupille, H.59 sur Gallica
9. ↑  Bella, per te d’amore (BnF RES VMC MS-67) sur Gallica
10. ↑  Belle faci del cielo (BnF RES VMC MS-147) sur Gallica
11. ↑  BnF RES VMC MS-67, H.85 sur Gallica
12. ↑  lire en ligne sur Gallica
13. ↑  Chiusa, tra fosche bende, H.117 sur Gallica
14. ↑  Clori mia, se t’amo, H.131 sur Gallica
15. ↑  Clori vezzosa e bella H.134 (BnF RES VMC MS-67) sur Gallica
16. ↑  « Clori vezzosa e bella, H.134 » (partition libre de droits), sur l'IMSLP.
17. ↑  « Ms. I-Nc, Cantate 259 (1) » (partition libre de droits), sur l'IMSLP.
18. ↑  BnF RES VMC MS-67, H.169 sur Gallica
19. ↑  Deh torna amico sonno H.181 (BnF RES VMC MS-67) sur Gallica
20. ↑  Della spietata Irene, H.188 sur Gallica
21. ↑  lire en ligne sur Gallica
22. ↑  Disperate pupille, hor, sì, piangete, H.201 sur Gallica
23. 1 2  BnF RES VMC Ms-75 sur Gallica
24. ↑  Dov’è Filli, dov’è, H.207 sur Gallica
25. ↑  lire en ligne sur Gallica
26. ↑  Lidio e Clori, H.211 sur Gallica
27. ↑  BnF RES VMC MS-67, H.243 sur Gallica
28. ↑  RES VMC Ms-75 sur Gallica
29. ↑  Filli altera e spietata, H.274 sur Gallica
30. ↑  « Già di trionfi onusto, H.297, I-Nc (cantate 259) » (partition libre de droits), sur l'IMSLP.
31. ↑  « Già l’alba luminosa (BnF Ms-83) » (partition libre de droits), sur l'IMSLP.
32. ↑  « Già sul carro dorato, H. 300, BnF (RES VMC MS-70) » (partition libre de droits), sur l'IMSLP.
33. ↑  « Già vicina è quell'ora, H301, BnF (RES VMC MS-69/21) » (partition libre de droits), sur l'IMSLP.
34. ↑  « Ho una pena intorno al core, H.308, I-Nc (cantate 265/1) » (partition libre de droits), sur l'IMSLP.
35. ↑  Il rosignolo se scioglie il volo, H.318 sur Gallica
36. ↑  BnF RES VMC MS-67, H.322 sur Gallica
37. ↑  BnF RES VMC MS-67, H.367 sur Gallica
38. ↑  BnF RES VMC MS-67, H.370 sur Gallica
39. ↑  Lascia omai di tormentarmi, o memoria, H.371 sur Gallica
40. ↑  « Lontan dalla sua Clori, H. 390 » (partition libre de droits), sur l'IMSLP.
41. ↑  lire en ligne sur Gallica
42. ↑  « Mi tormenta il pensiero, H.426 (BnF RES VMC MS-81) » (partition libre de droits), sur l'IMSLP.
43. ↑  RES VMC MS-67, H.449 sur Gallica
44. ↑  Nel silenzio comune H.455 (BnF RES VMC MS-147) sur Gallica
45. 1 2  « BnF, 17 cantates » (partition libre de droits), sur l'IMSLP.
46. ↑  Non è facile ad un core, H.470 sur Gallica
47. ↑  Ms. autographe Non sò qual più m’ingombra sur staatsbibliothek-berlin.de.
48. ↑  Notte cara, ombre beate, H.479 sur Gallica
49. ↑  Tirsi e Clori, H.485 sur Gallica
50. ↑  O de’ pastori diletto stuolo, H.486 sur Gallica
51. ↑  BnF RES VMC MS-67, H.498 sur Gallica
52. ↑  « Ombre tacite e sole (1716) » (partition libre de droits), sur l'IMSLP.
53. ↑  Penso che non ho core, H.535 sur Gallica
54. ↑  Per formare la bella ch'adoro, H.538 sur Gallica
55. ↑  Per un momento solo, H.546 sur Gallica
56. ↑  Perchè sospiri o Niso, H.550 sur Gallica
57. ↑  Perchè tacete regolati concenti ?, H.551 sur Gallica
58. ↑  BnF RES VMC MS-67, H.556 sur Gallica
59. ↑  Ritardati momenti, egre dimore, H.624 sur Gallica
60. ↑  BnF RES VMC MS-67, H.629 sur Gallica
61. ↑  « Se amor con un contento, H.642 (BnF RES VMC MS-69/20) » (partition libre de droits), sur l'IMSLP.
62. ↑  Silenzio, aure volanti H.662 (BnF RES VMC MS-147) sur Gallica
63. ↑  Solitudini amene, bersaglio d'empia sorte, H.664 sur Gallica
64. ↑  « Su la sponda del mare H. 698 » (partition libre de droits), sur l'IMSLP.
65. ↑  disponible sur Europeana
66. ↑  D-Bsa (SA 1447) disponible en ligne sur staatsbibliothek-berlin.de
67. ↑  Su le sponde del Tebro, H.705 sur Gallica
68. ↑  Taccio e tacendo moro, H.711 sur Gallica
69. ↑  Temo d'amarti poco, H.716 sur Gallica
70. ↑  Tu parti, idolo amato, H.739 sur Gallica
71. ↑  Voi che dell'alma mia havete il vanto, H.773 sur Gallica

### Autres sources
- « Alessandro Scarlatti (1660-1725) », sur data.bnf.fr
- (en) « Liste des œuvres d'Alessandro Scarlatti », sur IMSLP